# Schaben

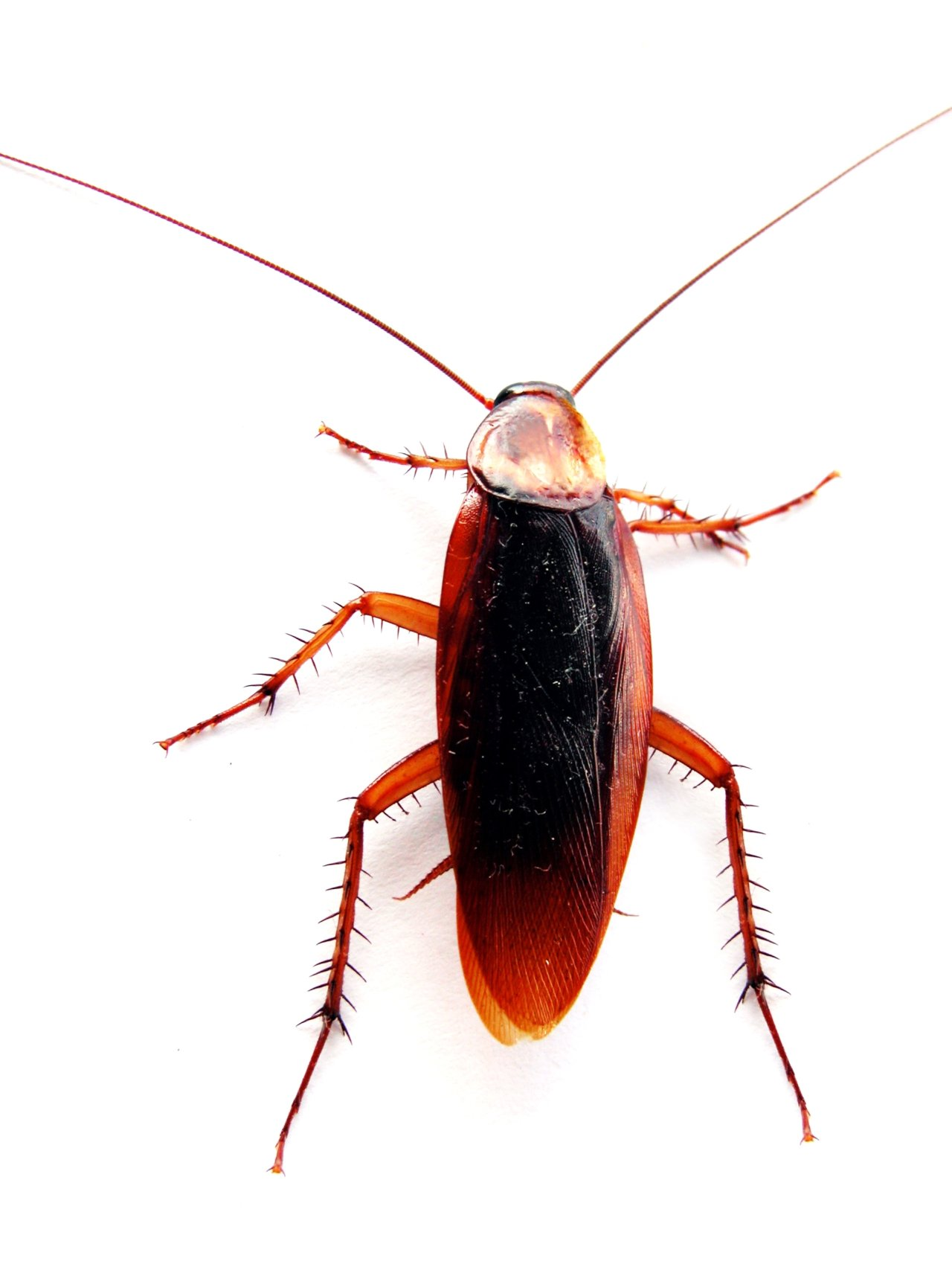
Amerikanische Großschabe (Periplaneta americana)

Die Schaben (Blattodea) sind eine Ordnung hemimetaboler Insekten, die mit ca. 4600 Arten vor allem die Tropen und Subtropen besiedeln. Daneben finden sich einige in menschliche Behausungen eingeschleppte Arten, die dann als Schädlinge oder zumindest als lästig gelten. Schaben haben mittlerweile auch Einzug in die Terraristik gefunden. Teilweise werden sie hier als Futtertiere für andere Tierarten gehalten und gezüchtet, teilweise aber auch um ihrer selbst willen. Auch die Termiten gehören nach modernen wissenschaftlichen Erkenntnissen zu den Schaben.

## Merkmale

### Größe
Die Körperlänge der Schaben variiert zwischen 5 und mehr als 100 mm. Als größte rezente Art galt lange Zeit Megaloblatta blaberoides mit 100 mm Gesamtlänge, einer Körperlänge von etwa 66 mm und einer Flügelspannweite von maximal 170 mm. Die erst 2004 entdeckte Miroblatta baai aus Borneo erreicht eine vergleichbare Größe. Bezüglich der Körpermasse ist die ca. 80 mm lange, flügellose australische Macropanesthia rhinoceros mit etwa 35 g führend. Auch die als Heimtiere beliebten Fauchschaben der Gattung Gromphadorhina erreichen eine beeindruckende Größe. Hier ist neben der bekannten Madagaskar-Fauchschabe (Gromphadorrhina portentosa) die mit bis zu 85 mm noch etwas größere Gromphadorhina grandidieri zu nennen. Die Körpergröße variiert oft innerhalb einer Art erheblich. Im Gegensatz zu vielen anderen Ordnungen sind bei den Schaben keine Fossilien gefunden worden, die die rezenten Arten an Größe übertreffen würden.

### Körperform und Körperabschnitte
Der Körper der Tiere ist fast immer abgeplattet. Einige Gattungen, speziell viele der Unterfamilie Perisphaeriinae, sind höher gewölbt und besitzen die Fähigkeit sich einzukugeln. Besondere Abweichungen der Körperform gibt es außerdem bei in Erde oder in Holz bohrenden Arten, bei Höhlenbewohnern oder bei in Ameisen- oder Termitennestern lebenden.
Die Mundwerkzeuge sind beißend-kauend und die Antennen meist lang und fadenförmig, sie sind bei vielen Arten die wichtigsten Sinnesorgane. Zusätzlich besitzen viele Vertreter extrem empfindliche Erschütterungssensoren (Subgenualorgane) in den Beinen. Der Kopf ist in der Regel sehr beweglich und sitzt etwas hängend unter dem Halsschild (Scutum oder Pronotum), die Mundwerkzeuge sind nach unten gerichtet (hypognath). Die Komplexaugen können je nach Art in unterschiedlicher Größe vorhanden sein. Sie sind  in der Regel flach und ragen nicht aus der Kopfkontur heraus. Bei Arten mit größeren Augen umgeben diese oft nierenförmig die Fühlerwurzeln. Auffällig ist der große Halsschild, der den gesamten Kopf bedeckt. Er ist meist queroval geformt, kann aber auch abgerundet dreieckig nach hinten erweitert sein. Vor allem bei den Männchen trägt er oft Buckel, seltener Hörner, mit denen die Männchen mit gegenseitigen Rammstößen um Weibchen kämpfen. Die drei Beinpaare besitzen meist abgeflachte Hüften und Schenkel. Die Basen der Hüften sind auf der Bauchseite einander stark genähert. Häufig können die Schenkel in Aussparungen der Hüften eingelegt werden. Die Tarsen sind fünfgliedrig. Die ersten vier Tarsenglieder tragen meist kissenförmige Vorsprünge, die Plantula oder Pulvilli genannt werden, ein weiterer Fortsatz dieser Art, das Arolium, liegt zwischen den beiden Krallen. Damit können die Tiere effektiv an glatten Oberflächen Halt finden, einige Arten können ohne weiteres auf senkrechten Glasscheiben laufen. Im Körperinnern ist ein muskulöser Kaumagen (Proventriculus) kennzeichnend, der an seiner Innenseite Zähne trägt. Der breit ansitzende Hinterleib (Abdomen) besitzt zehn Segmente (Sklerite), wobei einzelne Segmente stark reduziert sein können. Auf der Unterseite ist oft das erste Abdominalsternit und auf der Abdomenoberseite das achte und neunte Tergit reduziert. Bei Männchen sind in der Regel neun Abdominalsternite, beim Weibchen sieben von außen sichtbar. Ursache dafür ist, dass das achte und neunte Segment in den Hinterleib eingezogen werden. Deutlich sichtbar sind die Hinterleibsanhänge (Cerci), die meist mehrgliedrig sind. Seltener sind sie eingliedrig oder fehlen. Die Cerci sind als mechanische Sinnesorgane ausgebildet, die vor allem vor Annäherung von Prädatoren warnen. Das Hinterleibsende ist bei Männchen und Weibchen unterschiedlich gestaltet. Bei den Weibchen ist hier eine Brutkammer ausgebildet, in der das Eipaket (Oothek) gebildet und häufig auch getragen wird. In der Brutkammer verborgen liegt der funktionsuntüchtige Rest des ursprünglichen Legeapparats (Ovipositor). Bei den Männchen ist das neunte Sternit als Subgenitalplatte weit nach hinten ausgezogen, auf der Oberseite sitzen verschiedene, oft hakenförmige Anhänge. Immer sind dabei die Anhänge extrem asymmetrisch zwischen linker und rechter Seite verschieden gebaut. Sie dienen zum Festhalten des Weibchens bei der Paarung. Die Form dieser Genitalanhänge ist das wichtigste Merkmal zur Artbestimmung.
Die meisten Schabenarten sind unauffällig braun oder gelblich gefärbt. Bei verschiedenen Arten kommen leuchtende, rote oder orange, manchmal metallisch schillernde blaue oder grüne Farben vor; in der Regel sind dies giftige oder mit Wehrdrüsen ausgestattete Arten. Verschiedene tropische Arten ahmen in der Körperform Käfer nach (z. B. Gattung Prosoplecta).

### Flügel, Flugvermögen und Fortbewegung
Schaben verfügen wie die meisten Insekten über zwei Paar häutige Flügel, wobei die vorderen, etwas derberen und lederartigen Deckflügel als Tegmina ausgebildet sind und die zarteren Hinterflügel bedecken. Die Hinterflügel besitzen eine erheblich größere Fläche, weil bei ihnen der hintere Teil zu einem großen Analfächer erweitert ist. Sie sind für den Flug wesentlich. In Ruhestellung werden die Flügel übereinander flach auf dem Hinterleib angelegt getragen, wobei der hintere Teil der Hinterflügel fächerartig eingefaltet wird. Die Vorderflügel überlappen dabei meist ein wenig, wobei der linke immer über dem rechten liegt. Einige Arten (z. B. Diploptera punctata) falten die Hinterflügel in Ruhelage einmal quer. Die Flügeladerung der Schaben ist durch sehr viele Längsadern charakterisiert. Besonders deutlich ist eine bogenförmige Ader nahe dem Vorderrand zu erkennen, die als Subcosta bezeichnet wird. Häufig sind nur bei männlichen Tieren Flügel ausgebildet, während diese bei den Weibchen verkümmert sind. Daneben sind auch völlig flügellose Arten nicht selten. Das Flugvermögen der meisten Schabenarten ist überwiegend gering. Manche Arten besitzen trotz voll ausgebildeter Flügel kein Flugvermögen (z. B. Blattella germanica), ihnen fehlt die notwendige, kräftige Flugmuskulatur. Einige Arten, wie z. B. die Amerikanische Großschabe (Periplaneta americana), sind aber recht gute Flieger. Da Schaben sehr gut entwickelte Laufbeine haben, sind sie in der Regel gute und vor allem schnelle Läufer. Aus Südafrika wurde 2009 Saltoblattella montistabularis beschrieben, eine erst vor kurzem entdeckte, flügellose Art mit Sprungvermögen.

## Vorkommen und Ernährung
Derzeit sind etwa 4600 Schabenarten bekannt. Als sehr wärmeliebende Gruppe haben sie ihren Verbreitungsschwerpunkt in den Tropen. In den Subtropen leben bereits weniger Arten, im europäischen Mittelmeerraum z. B. nur etwa 130 Arten. Obwohl sie generell feuchte Lebensräume bevorzugen, gibt es auch Arten, die auf trockene Lebensräume, bis hin zu Wüsten, spezialisiert sind (z. B. Familie Corydiidae). Diese sind dann tagsüber eingegraben und kommen nur bei erhöhter Luftfeuchte nachts hervor.
In Mitteleuropa leben lediglich 15 Arten. In Deutschland sind nur 6 Arten der Unterfamilie Ectobiinae (Waldschaben) freilebend. Lebensraum sind je nach Art Wälder, Waldränder oder auch Trockenrasen. Die in Deutschland lebenden Arten haben einen zweijährigen Entwicklungszyklus; die abgelegten Ootheken überwintern, die jungen Nymphen schlüpfen erst im folgenden Frühjahr. Die übrigen Arten sind eingeschleppt und leben ausschließlich in beheizten Häusern oder unter besonderen Bedingungen im Freiland (z. B. auf Müllkippen mit Wärmeentwicklung). Häufig sind solche Arten nur in dauerhaft sehr warmer Umgebung. Man findet sie besonders in Bäckereien, Großküchen, Gewächshäusern und Terrarien. Sie können auch in Wohnungen vorkommen und dort sehr lästig werden; dies ist in Mitteleuropa aber deutlich seltener als in wärmeren Ländern. Die bekanntesten Arten in Mitteleuropa sind die Gemeine Küchenschabe (Blatta orientalis), auch Kakerlake genannt, und die Deutsche Schabe (Blattella germanica). In menschlichen Behausungen finden sie oft ideale Lebensbedingungen und wurden daher in die ganze Welt verschleppt. Auch heimische Arten, wie die Gemeine Waldschabe (Ectobius lapponicus), werden in Ausnahmefällen in Häusern lästig.
Schaben ernähren sich von unterschiedlichsten Stoffen pflanzlicher und tierischer Herkunft. Vor allem die synanthropen Arten sind Allesfresser (Omnivore). Die meisten im Freiland lebenden Arten sind saprophag und fressen z. B. Falllaub am Waldboden. Eine Reihe von Arten (z. B. Cryptocercus) ist auf verrottendes Totholz als Nahrung spezialisiert. Andere Arten  schaben Algen und Flechten von Holz und anderen Oberflächen ab. Einige Arten nutzen neben anderer Nahrung weiche Pflanzenteile oder Keimlinge. Sie können gelegentlich in Gewächshäusern schädlich werden. Es sind aber keine Arten bekannt, die spezialisiert nur grüne Blätter oder andere Teile lebender Pflanzen fressen würden. Viele in Baumkronen lebende, tropische Arten nutzen Pollen und Honigtau. Einige Arten sind fakultative Räuber (Prädatoren) von anderen Arthropoden. Bei in Terrarien gehaltenen Tieren kommt es verbreitet zu Kannibalismus.

## Fortpflanzung und Entwicklung

### Fortpflanzungsstrategie, Partnersuche und Paarung

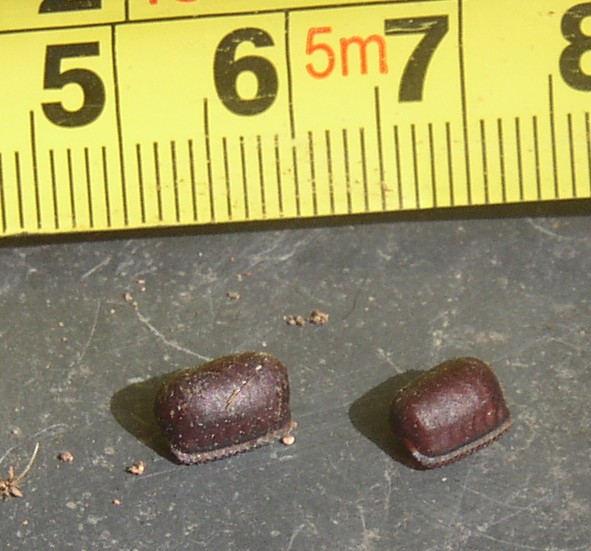
Zwei Ootheken der Amerikanischen Großschabe (Periplaneta americana)

Die Weibchen der Schaben locken Männchen über längere Entfernung durch einen Duftstoff (Pheromon) an. Bei der Deutschen Schabe (Blatella germanica) wurde diese Substanz identifiziert (Blattellachinon: Gentisyl-chinon-isovalerat). Die Männchen besitzen ebenfalls Duftdrüsen auf den ersten Tergiten des Hinterleibs, aus denen sie einen paarungsstimulierenden Duftstoff abgeben. Mittels dieses Duftstoffs lockt das Männchen das Weibchen bei vielen Arten auf seinen Rücken. Sind beide Tiere parallel ausgerichtet, ergreift das Männchen das Weibchen von unten mit seinen hakenförmigen Genitalanhängen. Am Ende der Paarung sind beide Tiere dann in entgegengesetzte Richtung orientiert mit den Genitalien aneinander gekoppelt. Bei vielen Arten kommt es zu einem komplizierten Paarungsspiel, bei dem auch Trommelsignale des Männchens eine Rolle spielen können. Das Sperma einer Paarung reicht für mehrere Eipakete aus.
Nur wenige Schabenarten vermehren sich thelytok, also parthenogenetisch. D. h., bei ihnen kommen in einigen oder allen Populationen nur Weibchen vor. Fakultative Parthenogenese ist bei verschiedenen synanthropen Schädlings-Arten nachgewiesen, etwa bei Pycnoscelus surinamensis. Hier wird die zweigeschlechtliche Form häufig als eigene Art aufgefasst und Pycnoscelus indicus genannt. Auch bei Periplaneta-Arten ist fakultative Parthenogenese nachgewiesen. Im Jahr 2008 wurde sie auch bei der in Europa heimischen Phyllodromica subaptera nachgewiesen.

### Eipakete (Ootheken) und Entwicklung
Die Eier werden in Eipaketen (Ootheken) zusammengefasst. Diese sind meist etwas langgestreckt und besitzen auf einer Seite einen Kiel, dieser bildet eine Naht, an der die geschlüpften Jungtiere ausschlüpfen. Ihre Form und die Anzahl der enthaltenen Eier ist artspezifisch und kann zur Bestimmung herangezogen werden. Die Hülle der Oothek bildet für die Eier einen Schutz gegen Feinde und Wasserverlust. Sie begrenzt aber die Zahl der Eier, die in der Regel mit meist ca. 20 bis 50 recht gering bleibt. Die Oothek wird von vielen Arten abgeworfen, manchmal auch kunstvoll getarnt oder eingegraben, letzteres vor allem von vielen Vertretern der Blattinae und Ectobiinae. Die Ootheken dieser Arten sind in der Regel hart und oft mit Calciumoxalat-Einlagerung gegen Fressfeinde geschützt. Das Weibchen der Gemeinen Küchenschabe (Blatta orientalis) produziert ca. 12 mm lange dunkelbraune, glattwandige Eikapseln, an denen eine Naht auffällt. Es legt 16 Eier in jede Oothek, die sie nicht ganz zwei Tage am Körper trägt. Viele Arten tragen ihre Ootheken allerdings längere Zeit, manchmal bis zum Ausschlüpfen der Nymphen, mit sich herum (z. B. die Deutsche Küchenschabe (Blattella germanica)). Manche Vertreter drehen die Oothek dabei um 90 Grad auf die Seite. Die Weibchen der Blaberidae tragen die Oothek im Körperinnern, nachdem sie sie einmal ausgepresst, sie gedreht und danach wieder eingezogen haben. Bei ihnen kommen schließlich fertige Jungtiere zur Welt (Ovoviviparie). Wenige Arten, wie etwa Diploptera punctata, halten die Eier nicht nur zurück, sondern ernähren sie durch eine proteinreiche, milchartige Substanz im Uterus, d. h., sie sind lebendgebärend (vivipar).
Die Entwicklung der Nymphen verläuft über maximal 13 Stadien, wobei die Anzahl innerhalb einer Art je nach Lebensbedingungen verschieden sein kann. Die Weibchen werden oft etwas größer und benötigen mehr Häutungen bis zur Geschlechtsreife. Die Entwicklung kann in Ausnahmefällen mehrere Jahre dauern. Arten wie die synanthropen Küchenschaben können sich unter günstigen Bedingungen, vor allem bei ausreichend Wärme – optimal sind 30 °C –, auch deutlich schneller entwickeln.

## Natürliche Feinde
Neben den für Insekten dieser Größe und Lebensweise üblichen Prädatoren gibt es auch einige, die sich besonders auf Schaben oder deren Ootheken spezialisiert haben. So sind die Vertreter der Hautflügler-Familie Hungerwespen (Evaniidae) auf die Ootheken von bestimmten Schabenarten spezialisierte Parasitoide. In Deutschland ist die Art Bradygaster minutus weit verbreitet, die in Ectobius-Ootheken parasitiert.
Ein erwähnenswerter Feind der Amerikanischen Großschabe (Periplaneta americana) ist die Juwelwespe. Diese injiziert ein Gift in das Gehirn der Schabe, das ihren Fluchtreflex unterdrückt. Anschließend baut sie das bewegungsunfähige Tier in eine Bruthöhle ein und legt ein Ei auf ihrem Körper ab. Die geschlüpfte Wespenlarve dringt in die Schabe ein und ernährt sich von deren inneren Organen, bis die Schabe verendet. Nach der Verpuppung schlüpft schließlich die adulte Juwelwespe aus dem leer gefressenen Exoskelett der Schabe.

## Systematik

### Wissenschaftliche Benennung
Schon über den wissenschaftlichen Namen der Ordnung besteht keine vollständige Einigkeit. Neben der Bezeichnung Blattodea, die auf eine Veröffentlichung von Karl Brunner-von Wattenwyl aus dem Jahr 1882 zurückgeht, findet sich auch in aktuellen wissenschaftlichen Veröffentlichungen die Bezeichnung  Blattaria, die auf Pierre André Latreille, 1810, zurückgeht. Letztere wird in älterer Literatur oft wie im Original Blattariae geschrieben. Gelegentlich taucht vor allem im deutschen Sprachraum auch der Name Blattoptera auf, dessen taxonomische Basis rätselhaft ist. Er geht vermutlich auf Horst Bohn zurück. Auch die meist als Überordnung aufgefassten Dictyoptera werden von manchen Autoren als Ordnung betrachtet, was die Schaben dann zu einer Unterordnung macht. Auf Hennig geht die Lösung zurück, die rezenten Schaben Blattaria zu nennen und den Namen Blattodea für das übergeordnete Taxon, unter Einschluss der Termiten, zu reservieren. Allerdings war Hennig von der Monophylie der rezenten Schaben überzeugt. Nach neueren Erkenntnissen wären die Blattaria in dieser Form ein nach den Regeln der phylogenetischen Systematik ungültiges (paraphyletisches) Taxon.

### Äußere Systematik
In der Forschung besteht inzwischen große Einigkeit, dass die Schaben, die Termiten und die Fangschrecken eine gemeinsame Verwandtschaftsgruppe bilden. Diese wird meist als Überordnung betrachtet und Dictyoptera genannt. Hennig hatte diese Gruppierung schon 1969 erkannt und sie Blattopteroidea genannt. Morphologisch ist die Gruppe z. B. durch eine besondere Struktur des Tentoriums gekennzeichnet. Außerdem sind die Eier dieser Gruppe in einer Oothek geschützt. Aus diesem Grund wurden die Schaben und die Fangschrecken in der Vergangenheit auch im Taxon Oothecaria oder gemeinsam mit den Termiten (und den Bodenläusen) als Oothecariformia zusammengefasst.
Innerhalb der Dictyoptera ist die Oothek lediglich bei den Termiten reduziert, findet sich aber auch hier noch bei einer Art: Mastotermes darwiniensis. Auch molekulare Stammbäume ergaben regelmäßig die Zusammengehörigkeit der Dictyoptera. Die Dictyoptera selbst gehören demnach in eine Verwandtschaftsgruppe morphologisch urtümlicher Insektenordnungen, die als Polyneoptera bezeichnet werden. Die genaue Verwandtschaft innerhalb der Polyneoptera ist noch unsicher und zwischen verschiedenen Studien nicht stabil.
Während die Existenz der Dictyoptera kaum noch angezweifelt wird, gab es um die Platzierung und die Stellung der drei klassischen Ordnungen zueinander innerhalb dieser Gruppe lange Streit. Die Monophylie der Termiten und der Fangschrecken ist innerhalb der Forschung dabei kaum strittig. Problematisch ist aber die Position der Schaben. Insbesondere molekulare Stammbäume deuten dabei schon lange darauf hin, dass die Schaben bezüglich der Termiten paraphyletisch sind. Das bedeutet, dass die Termiten vermutlich nichts anderes als eine besondere Entwicklungslinie innerhalb der Schaben sind. Sie werden daher heute nicht mehr als Ordnung, sondern als Überfamilie oder Familie und als zu den Schaben gehörig betrachtet. Obwohl es gegenteilige Auffassungen gibt, hat die Mehrzahl der Studien die Schabenfamilie Cryptocercidae als Schwestergruppe der Termiten identifiziert. Die Schwestergruppe dieser Klade aus Cryptocercus und Termiten ist nicht mit Sicherheit geklärt. Andere Forscher haben andere Gruppierungen aufgestellt.
Damit ergibt sich folgender möglicher Stammbaum:
|      | übrige Schaben („Blattaria“)                                                |
|      |                                                                             |
| N.N. | \| \| Termiten \| \| \| \| \| \| Schaben (Gattung Cryptocercus) \| \| \| \| |
|      | \| \| Termiten \| \| \| \| \| \| Schaben (Gattung Cryptocercus) \| \| \| \| |
|      | Termiten                                                                    |
|      |                                                                             |
|      | Schaben (Gattung Cryptocercus)                                              |
|      |                                                                             |

|  | Termiten                       |
|  |                                |
|  | Schaben (Gattung Cryptocercus) |
|  |                                |

|      | übrige Schaben („Blattaria“)                                                |
|      |                                                                             |
| N.N. | \| \| Termiten \| \| \| \| \| \| Schaben (Gattung Cryptocercus) \| \| \| \| |
|      | \| \| Termiten \| \| \| \| \| \| Schaben (Gattung Cryptocercus) \| \| \| \| |
|      | Termiten                                                                    |
|      |                                                                             |
|      | Schaben (Gattung Cryptocercus)                                              |
|      |                                                                             |

|  | Termiten                       |
|  |                                |
|  | Schaben (Gattung Cryptocercus) |
|  |                                |

### Innere Systematik

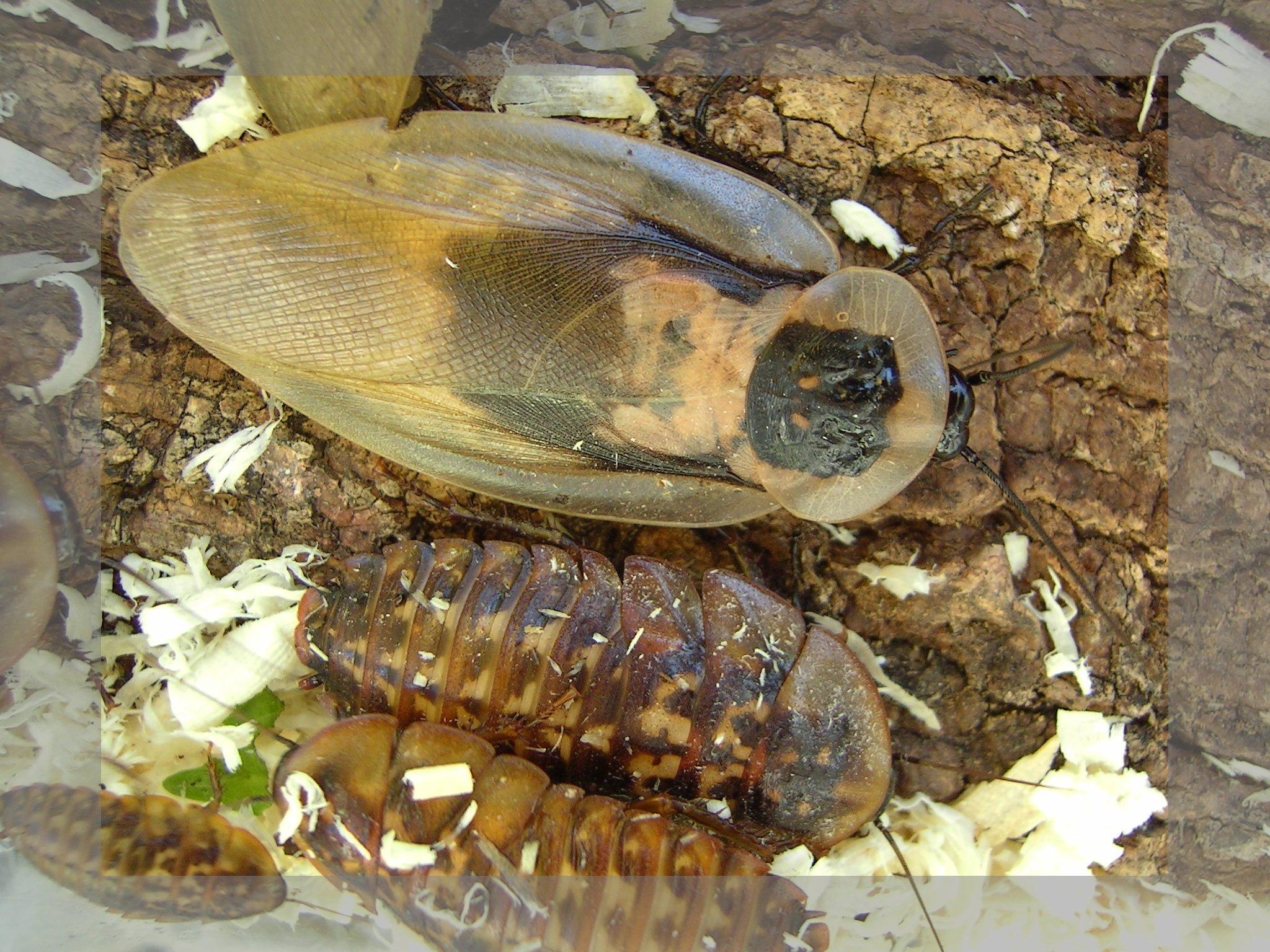
Totenkopfschabe
(Blaberus craniifer)
Unterfamilie Blaberinae

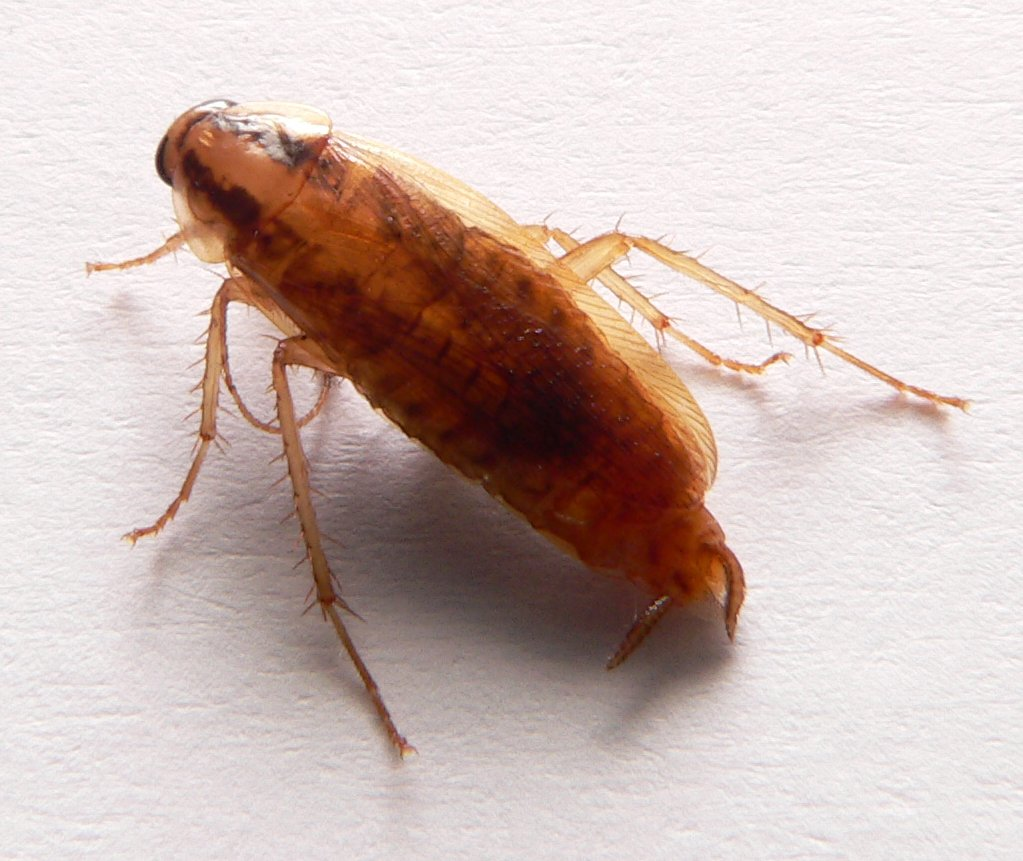
Deutsche Schabe
(Blattella germanica)
Unterfamilie Blattellinae

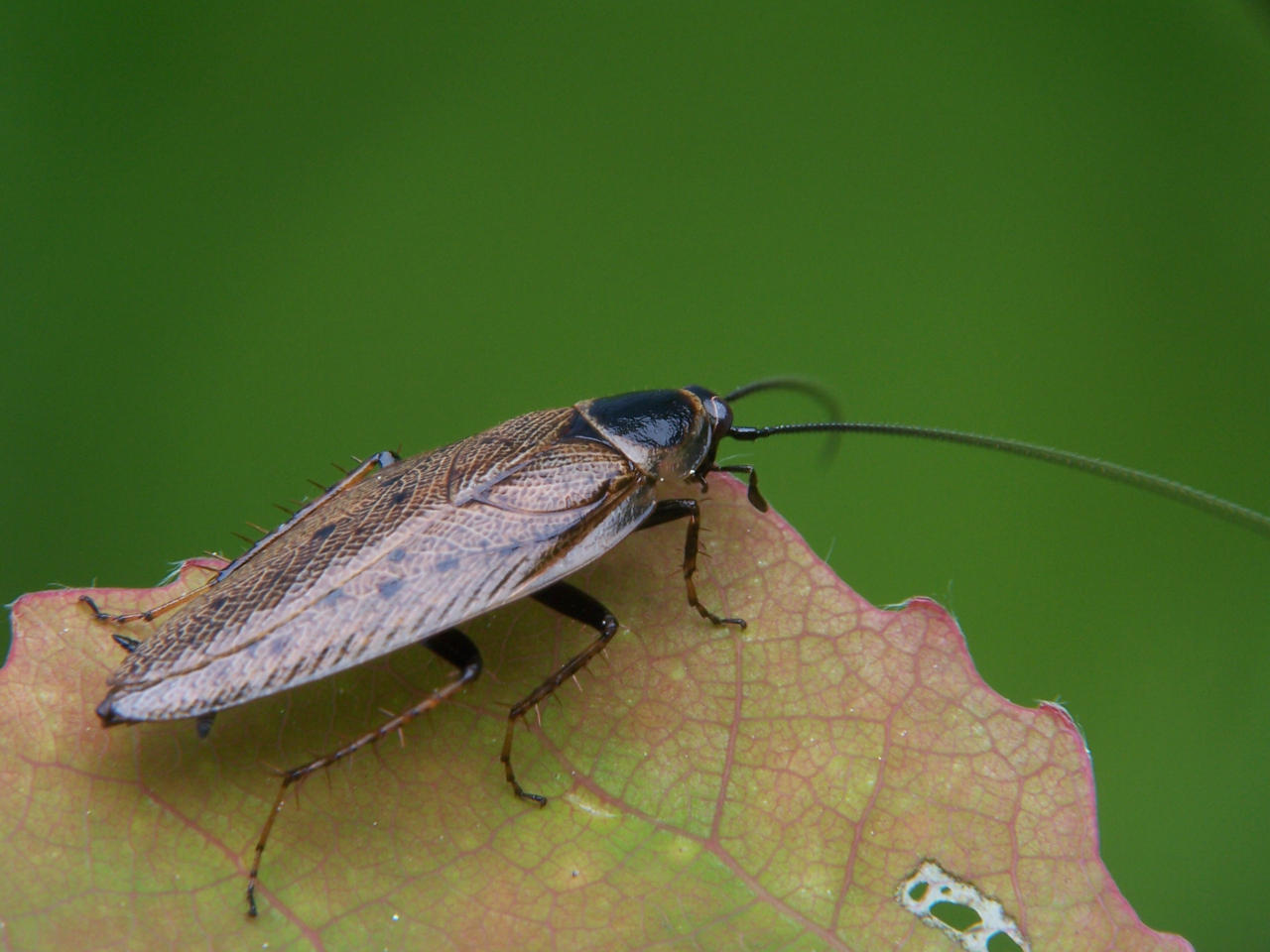
Gemeine Waldschabe
(Ectobius lapponicus)
Unterfamilie Ectobiinae

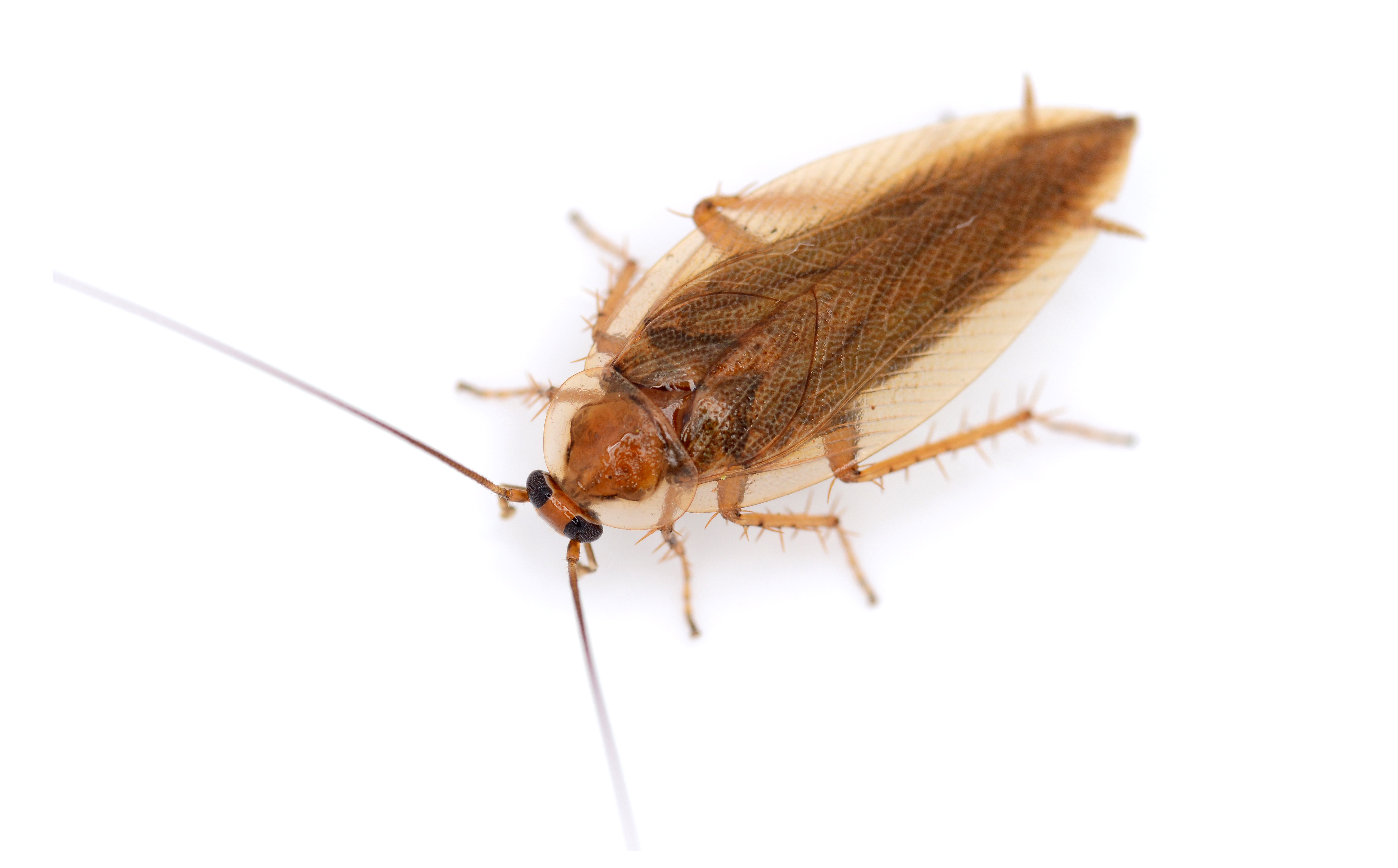
Bernstein-Waldschabe
(Ectobius vittiventris)
Unterfamilie Ectobiinae

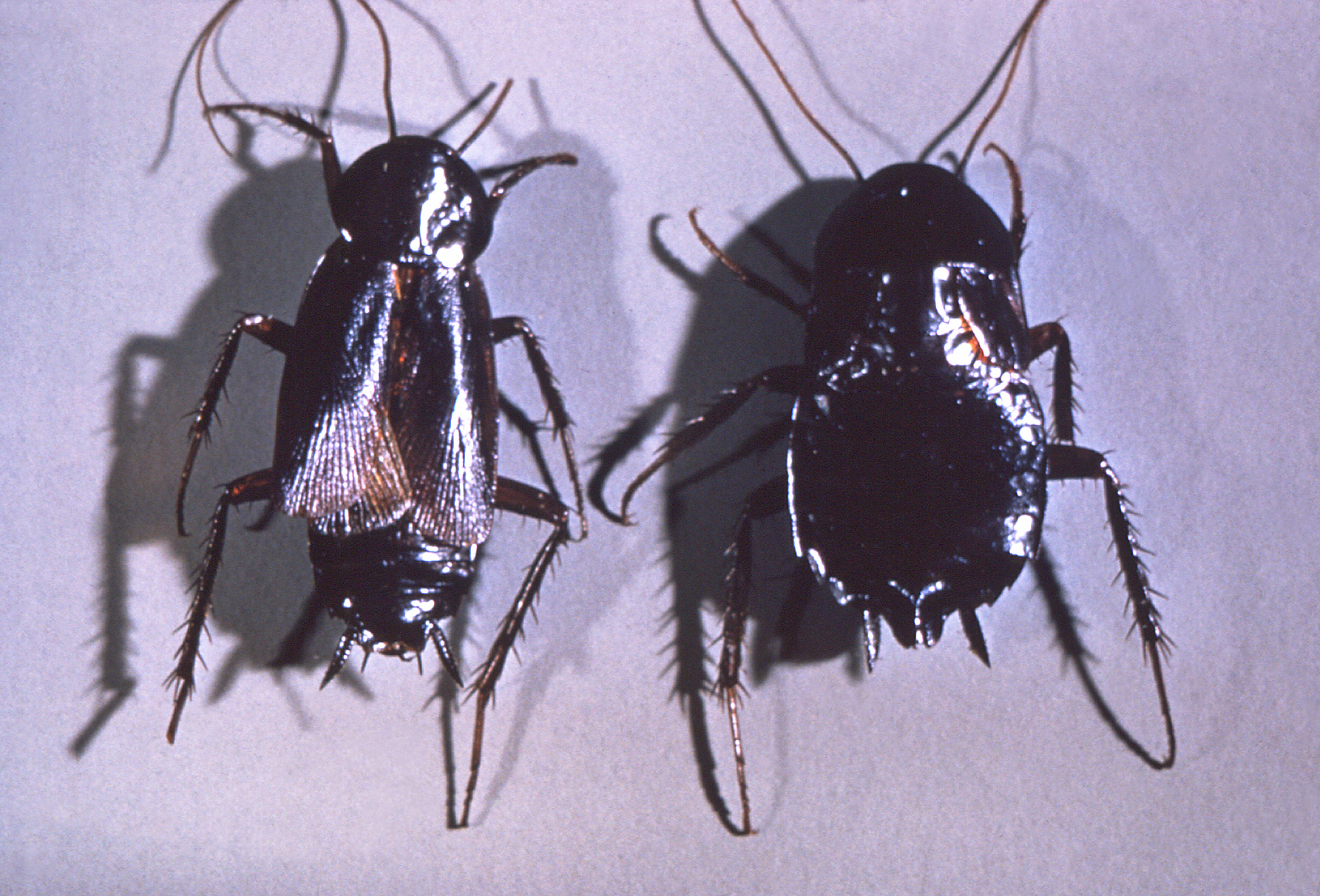
Gemeine Küchenschabe (Blatta orientalis)
Unterfamilie Blattinae

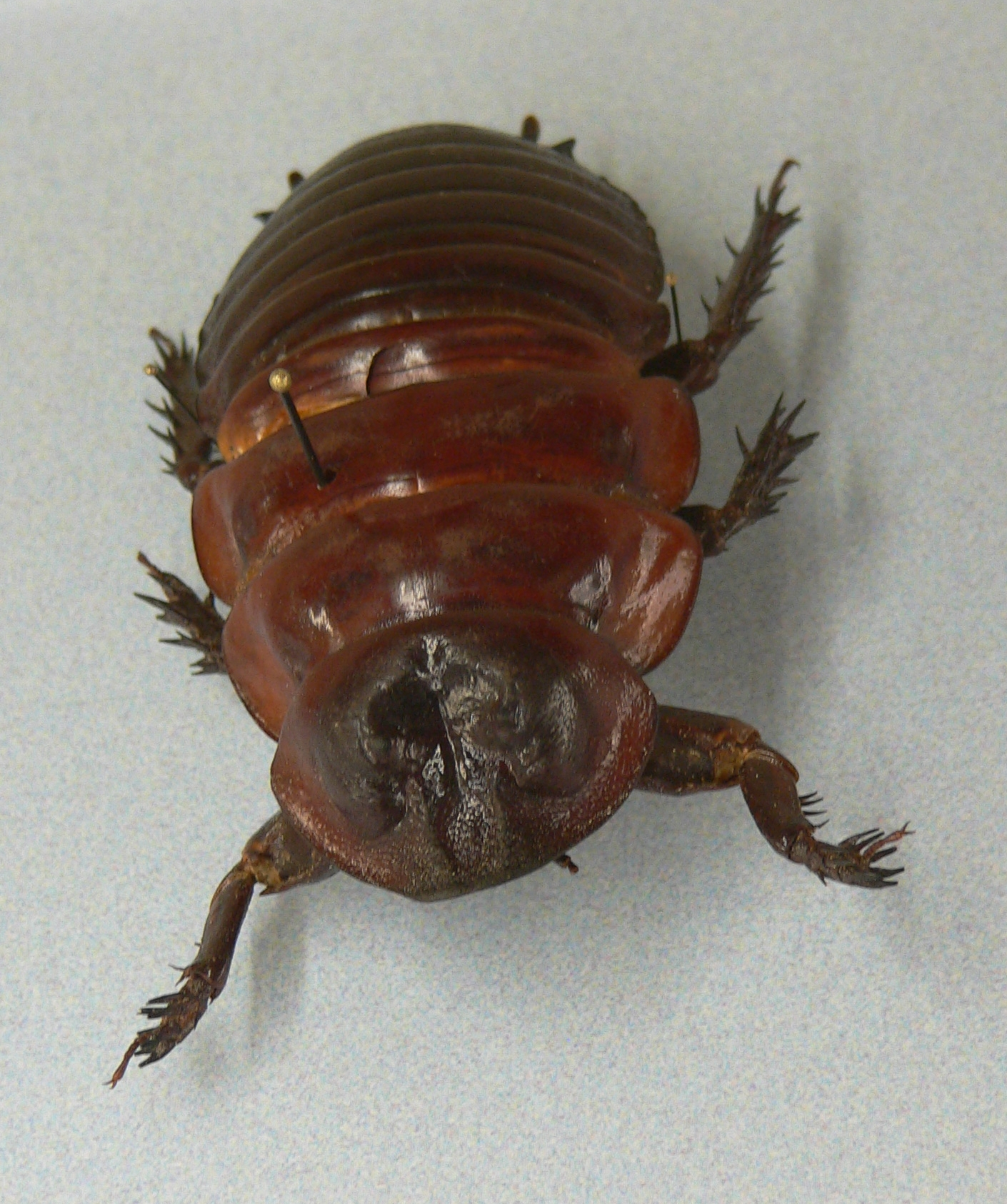
Australische Großschabe (Macropanesthia rhinoceros)

In der klassischen Systematik werden die Schaben in eine Reihe von Familien innerhalb von mindestens drei Überfamilien aufgespalten. Die meisten dieser Familien beinhalten neben den hier aufgeführten Unterfamilien auch noch eine erhebliche Anzahl Gattungen die derzeit in keine dieser Unterfamilien eingeordnet werden. Die folgende Übersicht zeigt die Einteilung bis auf die Ebene der Unterfamilien (Stand Januar 2012). Außerdem werden noch einige der bekannteren Arten eingeordnet oder im Bild gezeigt:
- Überfamilie: Blaberoidea
  - Blaberidae
    - Blaberinae
      - Pfefferschabe (Archimandrita tessellata Rehn, 1903)
      - Totenkopfschabe (Blaberus craniifer Burmeister, 1838)
      - Riesenschabe (Blaberus giganteus Linnaeus, 1758)
      - Argentinische Schabe (Blaptica dubia (Serville, 1838))
      - Lucihormetica luckae
      - Fahlschabe (Phoetalia pallida (Brunner von Wattenwyl, 1865))

    - Diplopterinae
      - Käferschabe (Diploptera punctata (Eschscholtz, 1822))

    - Epilamprinae Brunner von Wattenwyl, 1865
    - Geoscapheinae
      - Australische Großschabe (Macropanesthia rhinoceros Saussure, 1895)

    - Gyninae
      - Porzellanschabe (Gyna lurida Saussure, 1899)
      - Kenia-Zwergschabe (Paraplecta minutissima (Shelford, 1908))

    - Oxyhaloinae
      - Halloween-Fauchschabe (Elliptorhina javanica (Hanitsch, 1930))
      - Grandidier-Fauchschabe (Gromphadorhina grandidieri Kirby, 1904)
      - Madagaskar-Fauchschabe (Gromphadorhina portentosa (Schaum, 1853))
      - Grauschabe (Nauphoeta cinerea (Olivier, 1789))

    - Panchlorinae
      - Grüne Bananenschabe (Panchlora nivea (Linnaeus, 1758))

    - Panesthiinae
    - Paranauphoetinae
    - Perisphaeriinae
      - Rollschabe (Corydidarum pygmaea (Karny, 1915))

    - Pycnoscelinae
      - Gewächshausschabe (Pycnoscelus indicus (Fabricius, 1775))
      - Surinam-Schabe (Pycnoscelus surinamensis (Linnaeus, 1758))

    - Zetoborinae
      - Parasphaeria boleiriana Grandcolas & Pellens, 2002

  - Ectobiidae Brunner von Wattenwyl, 1865
 (syn. = Blattellidae Karny, 1908)
    - Anaplectinae
    - Attaphilinae
    - Blattellinae Karny, 1908
      - Deutsche Schabe (Blatella germanica (Linnaeus, 1767))
      - Loboptera canariensis (Germar, 1817)
      - Loboptera decipiens Chopard, 1954
      - Margatteoidea amoena (Bolívar, 1924)

    - Ectobiinae (Waldschaben) Brunner von Wattenwyl, 1865
      - Küsten-Waldschabe (Capraiellus panzeri Stephens, 1835)
      - Ectobius eckerleini Harz, 1977
      - Südliche Waldschabe (Ectobius erythronotus Burr, 1898)
      - Gemeine Waldschabe (Ectobius lapponicus Linnaeus, 1758)
      - Glänzende Waldschabe (Ectobius lucidus (Hagenbach, 1822))
      - Blasse Waldschabe (Ectobius pallidus) (Olivier, 1789)
      - Dunkle Waldschabe (Ectobius sylvestris Poda, 1761)
      - Bernstein-Waldschabe (Ectobius vittiventris Costa, 1847)
      - Tanger-Waldschabe (Planuncus tingitanus (Bolivar, 1914))
      - Gefleckte Kleinschabe (Phyllodromica maculata) (Schreber, 1781)

    - Nyctiborinae
      - Megaloblatta longipennis Walker, 1868

    - Pseudophyllodromiinae
      - Cariblatta imitans Hebard, 1916
      - Braunbandschabe (Supella longipalpa (Fabricius, 1798))
- Überfamilie: Blattoidea
  - Epifamilie: Blattoidae
    - Blattidae
      - Archiblattinae
      - Blattinae
        - Gemeine Küchenschabe (Blatta orientalis Linnaeus, 1758)
        - Amerikanische Großschabe (Periplaneta americana (Linnaeus, 1758))
        - Australische Schabe (Periplaneta australasiae (Fabricius, 1775))
        - Braune Schabe (Periplaneta brunnea Burmeister, 1838)
        - Rauchbraune Großschabe (Periplaneta fuliginosa Serville, 1839)
        - Schokoschabe (Shelfordella lateralis (Walker, 1868))

      - Macrocercinae
      - Polyzosteriinae
        - Florida-Skunk-Schabe (Eurycotis floridana (Walker, 1868))

    - Lamproblattidae McKittrick, 1964
    - Tryonicidae McKittrick & Mackerras, 1965

  - Epifamilie: Cryptocercoidae Handlirsch, 1925
    - Cryptocercidae Handlirsch, 1925

  - Epifamilie: Termitoidae Latreille, 1802 (bisher: Ordnung Isoptera; vgl. Termiten)
    - Archotermopsidae Engel et al., 2009
    - Hodotermitidae Desneux, 1904
    - Kalotermitidae Froggatt, 1897
    - Mastotermitidae Desneux, 1904
    - Rhinotermitidae Light, 1921
    - Serritermitidae Holmgren, 1910
    - Stolotermitidae Holmgren, 1910
    - Stylotermitiae Holmgren & Holmgren, 1917
    - Termitidae Latreille, 1802

- Überfamilie: Corydioidea Saussure, 1864
 (syn. = Polyphagoidea Saussure, 1864)
  - Corydiidae Saussure, 1864
 (syn. = Polyphagidae Saussure, 1864)
    - Corydiinae Saussure, 1864
 (syn. = Polyphaginae Saussure, 1864)
    - Euthyrrhaphinae Handlirsch, 1925
    - Holocompsinae
    - Latindiinae
    - Tiviinae

  - Nocticolidae Bolívar, 1892

### Fotogalerie mitteleuropäischer Schabenarten
Im Folgenden findet sich eine Fotoübersicht von Schabenarten, die aus dem deutschsprachigen Teil nördlich der Alpen bekannt sind. Dabei wird nach synanthropen und freilebenden Arten unterschieden. Zusätzlich findet sich noch eine Übersicht häufiger Arten in Terrarienhaltung, da diese regelmäßig entkommen und dann kurzzeitig in Gebäuden oder im Freiland zu finden sein können.
Freilebende Arten

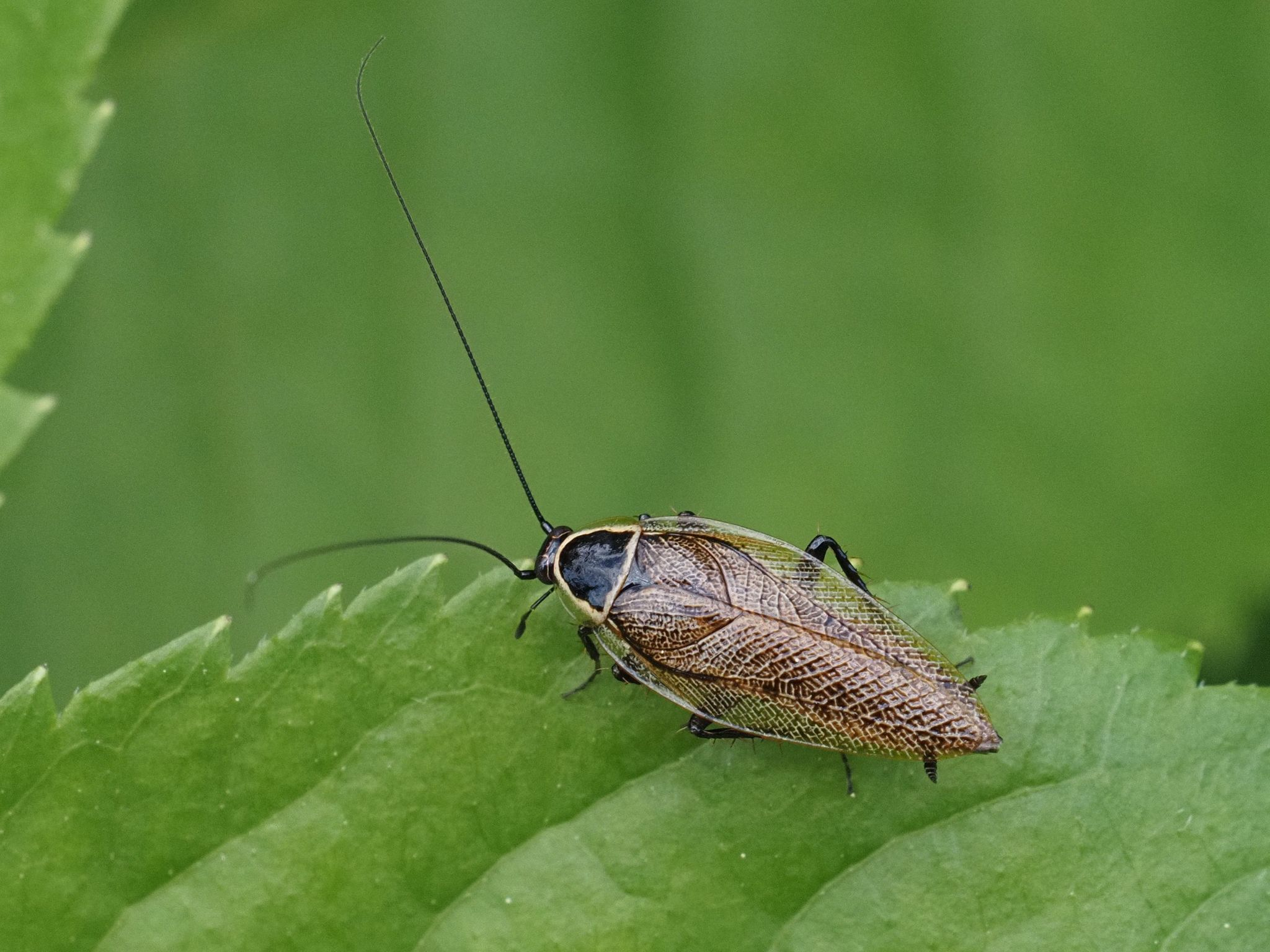
Die Dunkle Waldschabe (Ectobius sylvestris) eine der häufigsten und am weitesten verbreiteten Arten. Im Bild zu sehen ist ein Männchen. Die Art wird häufig mit der Gemeinen Waldschabe verwechselt.
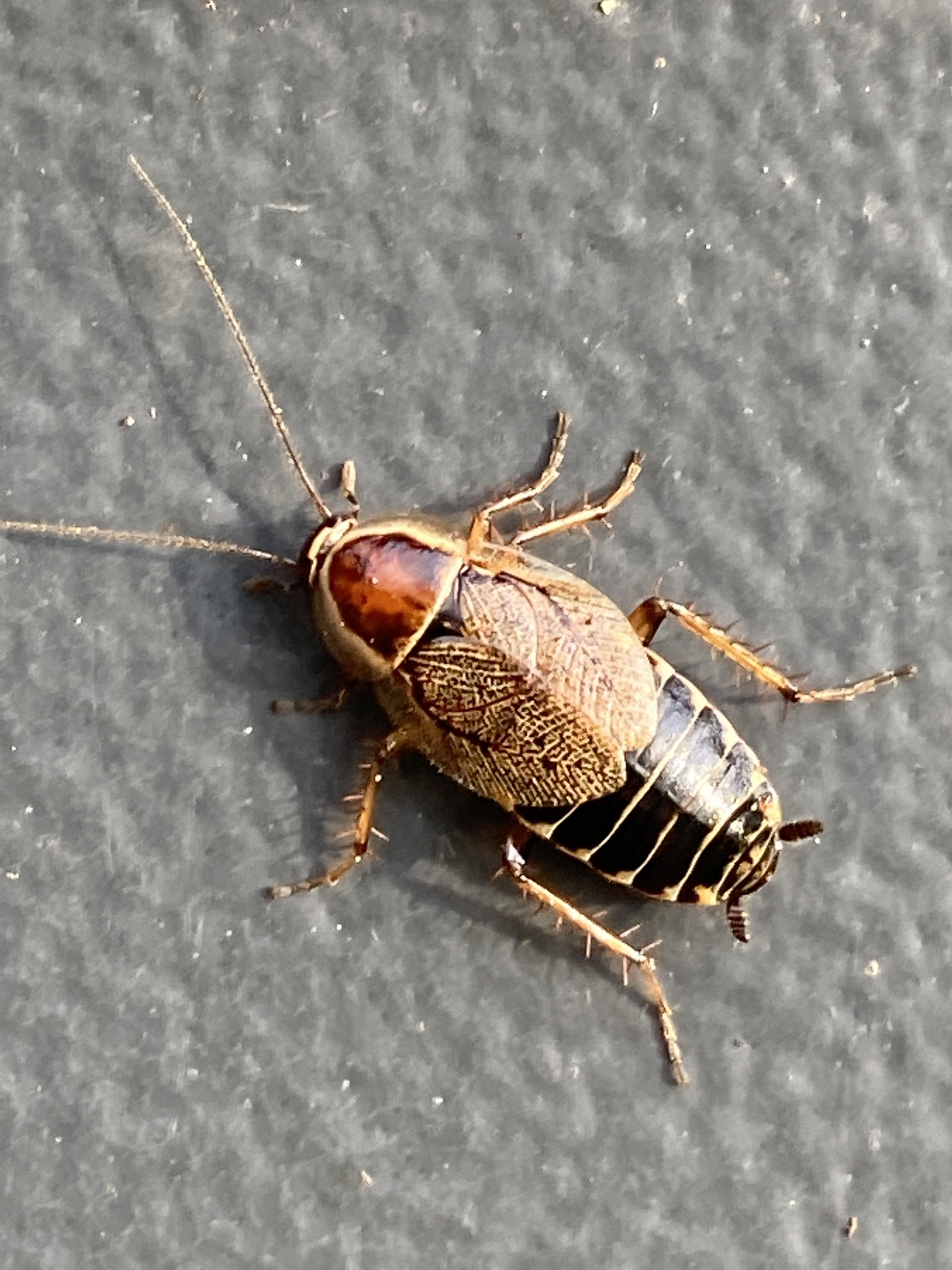
Ein Weibchen der Dunklen Waldschabe
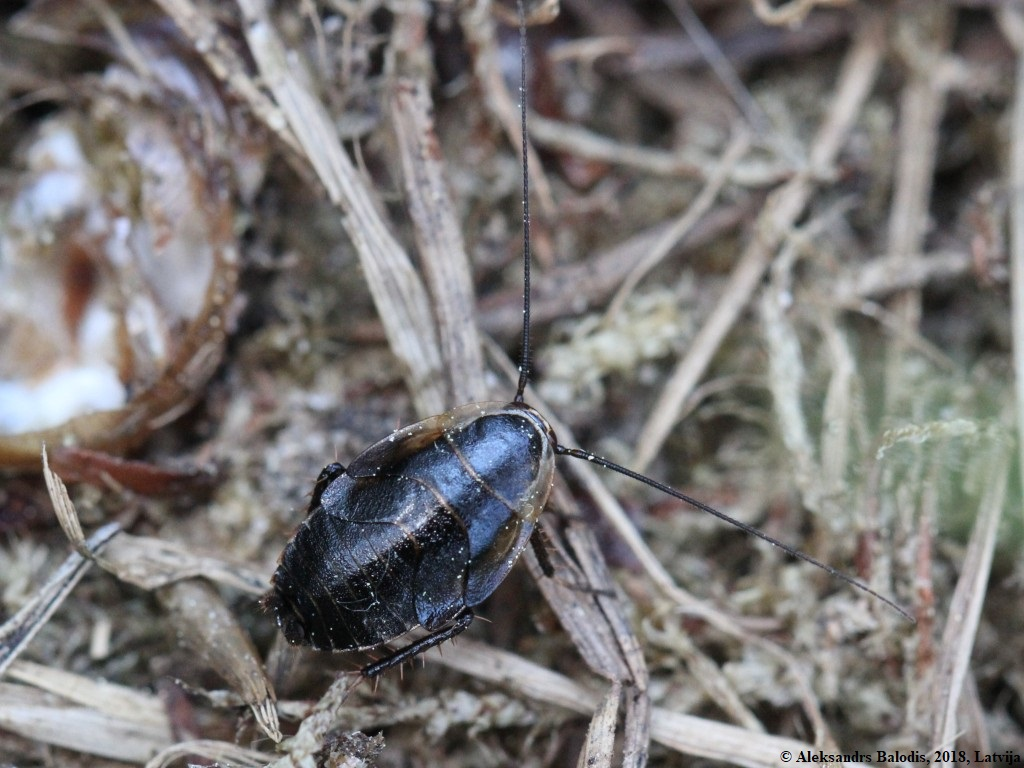
Eine Nymphe der Dunklen Waldschabe
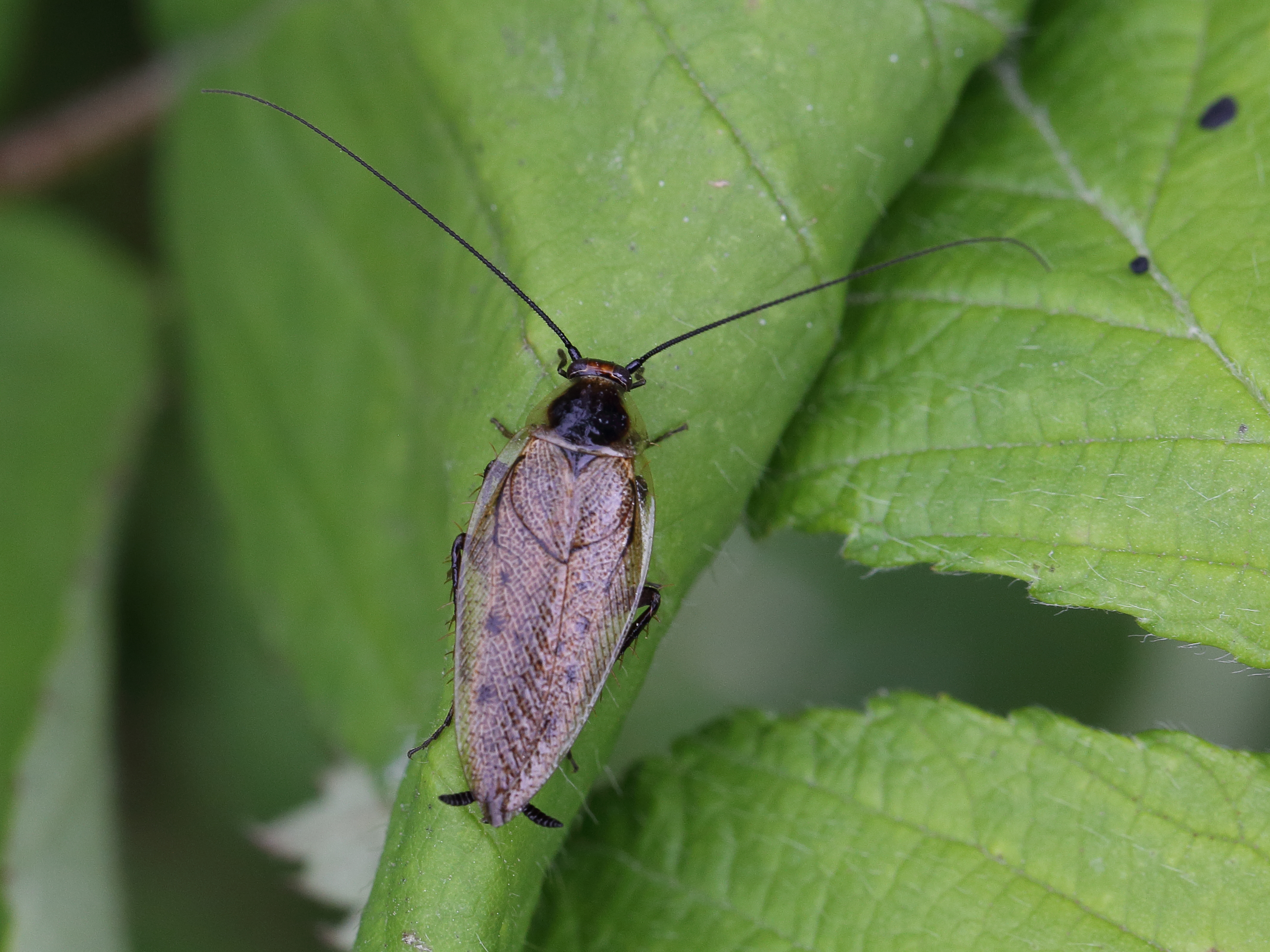
Die Gemeine Waldschabe (Ectobius lapponicus) ist wie die Dunkle Waldschabe weit verbreitet und häufig. Im Bild zu sehen ist ein Männchen.
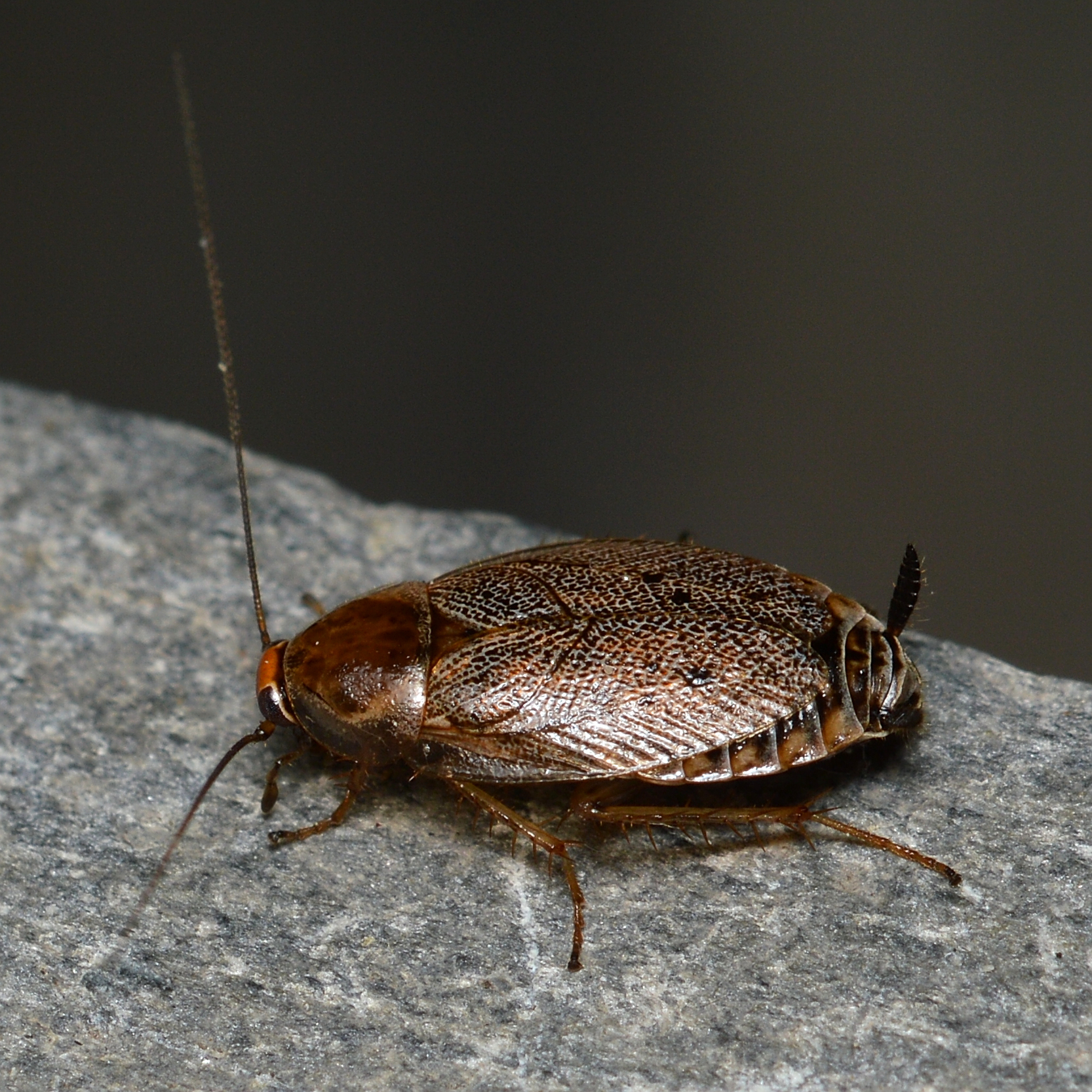
Ein Weibchen der Gemeinen Waldschabe
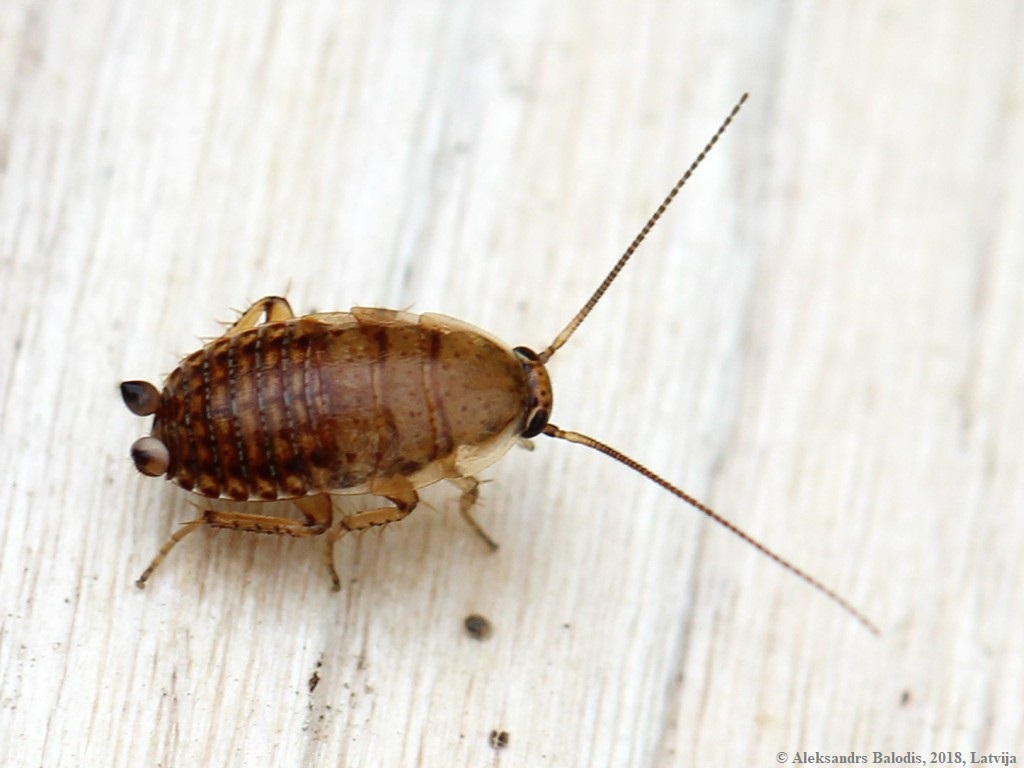
Eine Nymphe der Gemeinen Waldschabe
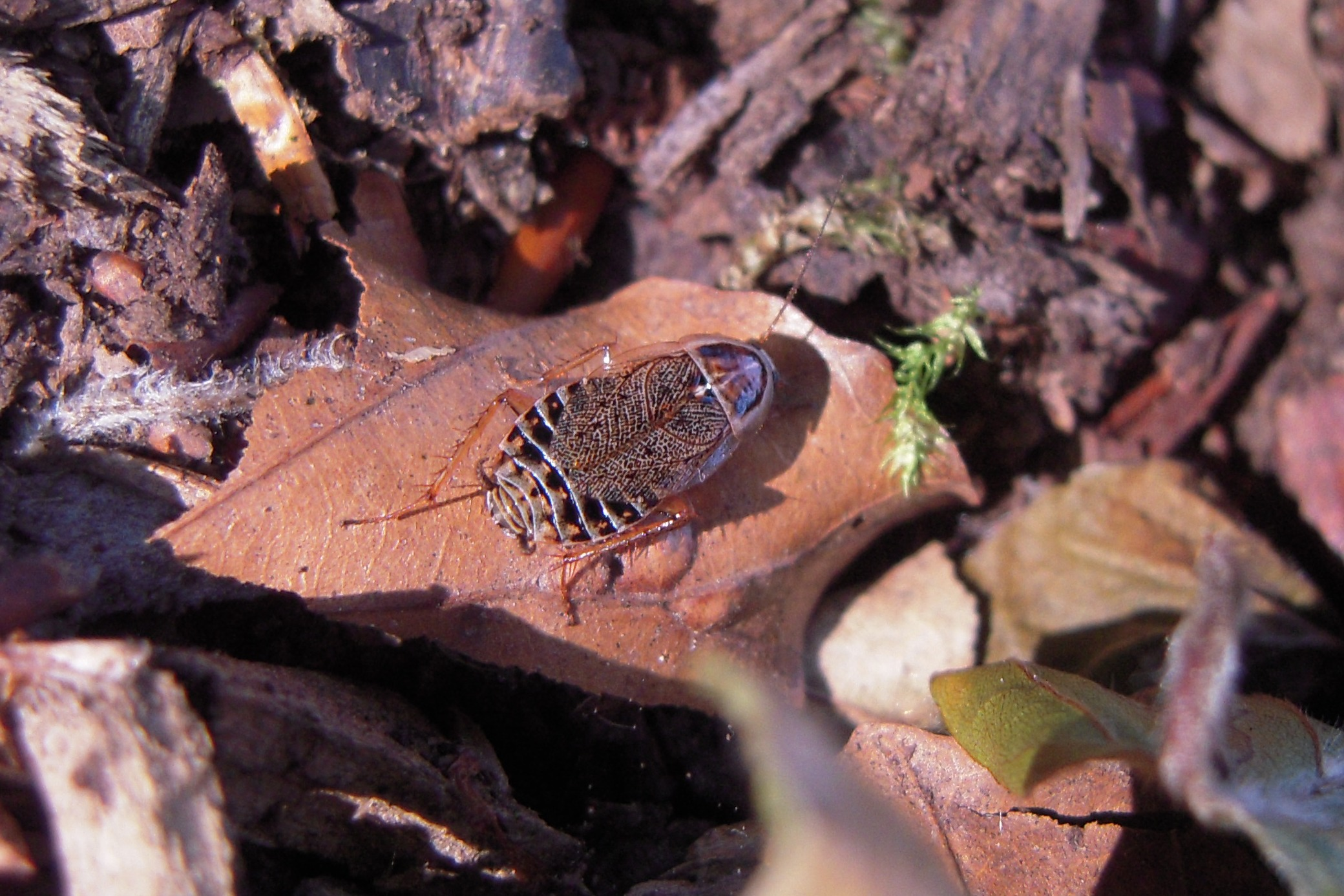
Die Glänzende Waldschabe (Ectobius lucidus) lebt im genannten Gebiet nur im äußersten Westen Deutschlands.
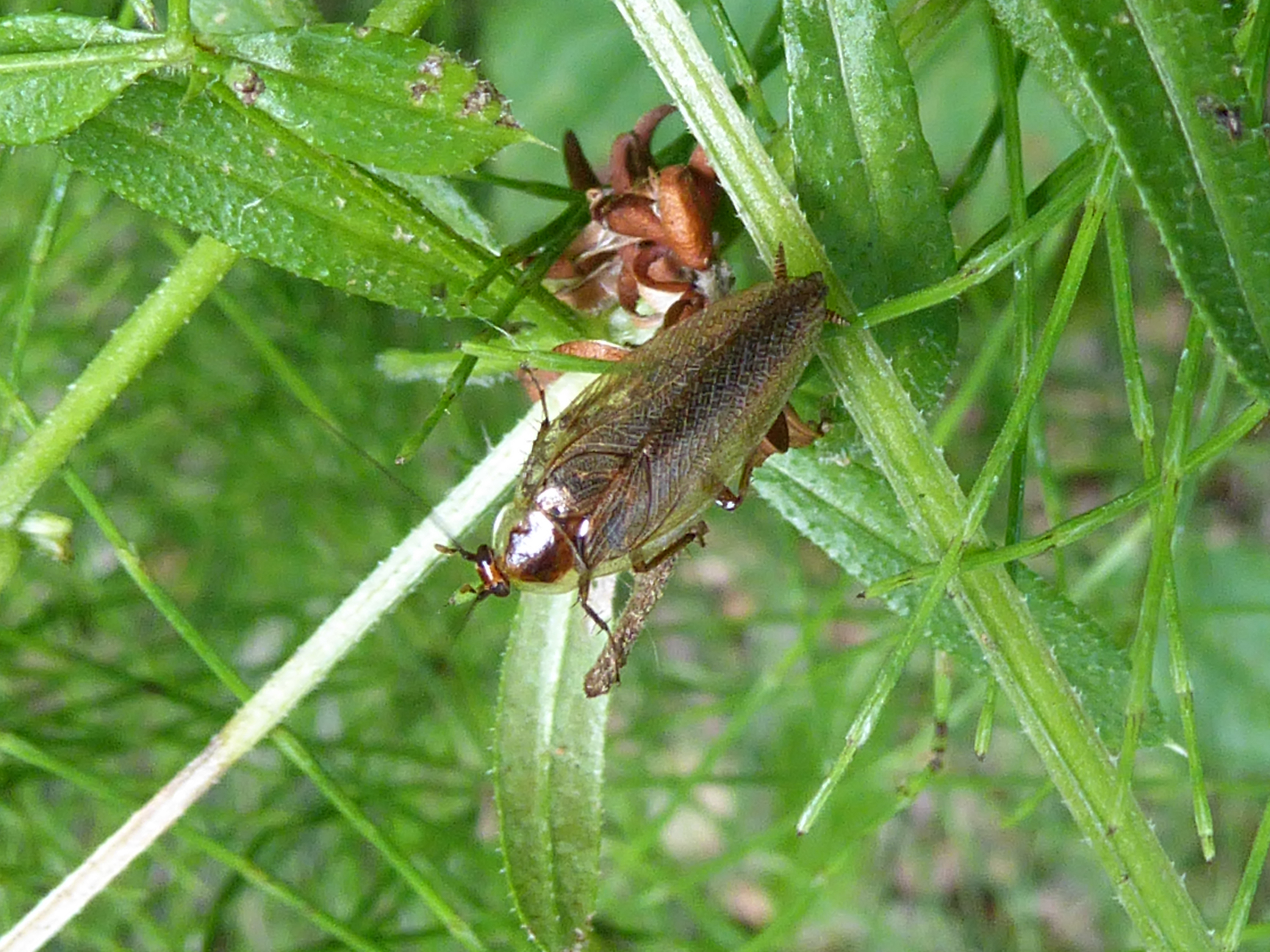
Die Südliche Waldschabe (Ectobius erythronotus) lebt im genannten Gebiet nur im Osten Österreichs.
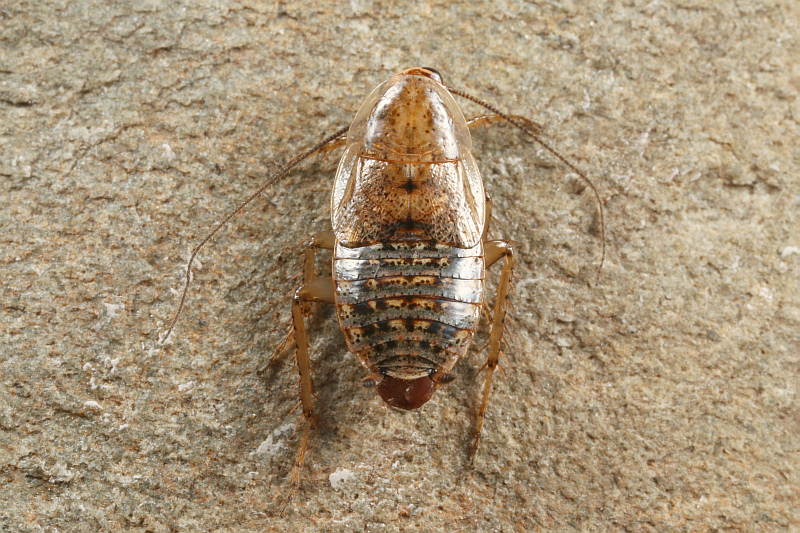
Die Küsten-Waldschabe (Capraiellus panzeri) lebt in Mitteleuropa nur in Luxemburg und an der Nord- und Ostseeküste.
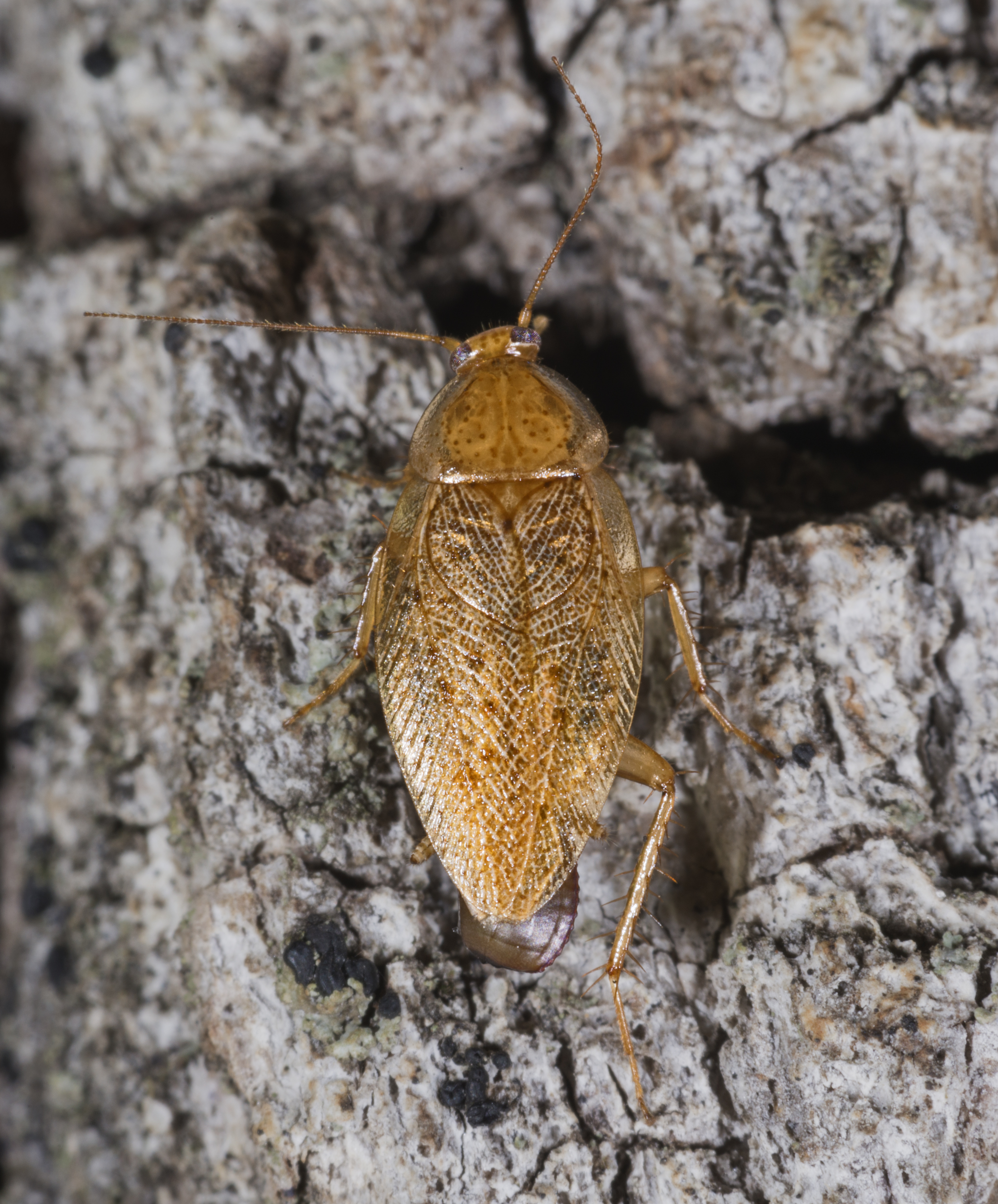
Die Blasse Waldschabe (Ectobius pallidus) ist eine westliche Art, die sich nach Osten hin ausbreitet. Sie wird häufig mit der Bernstein-Waldschabe oder der Tanger-Waldschabe verwechselt.
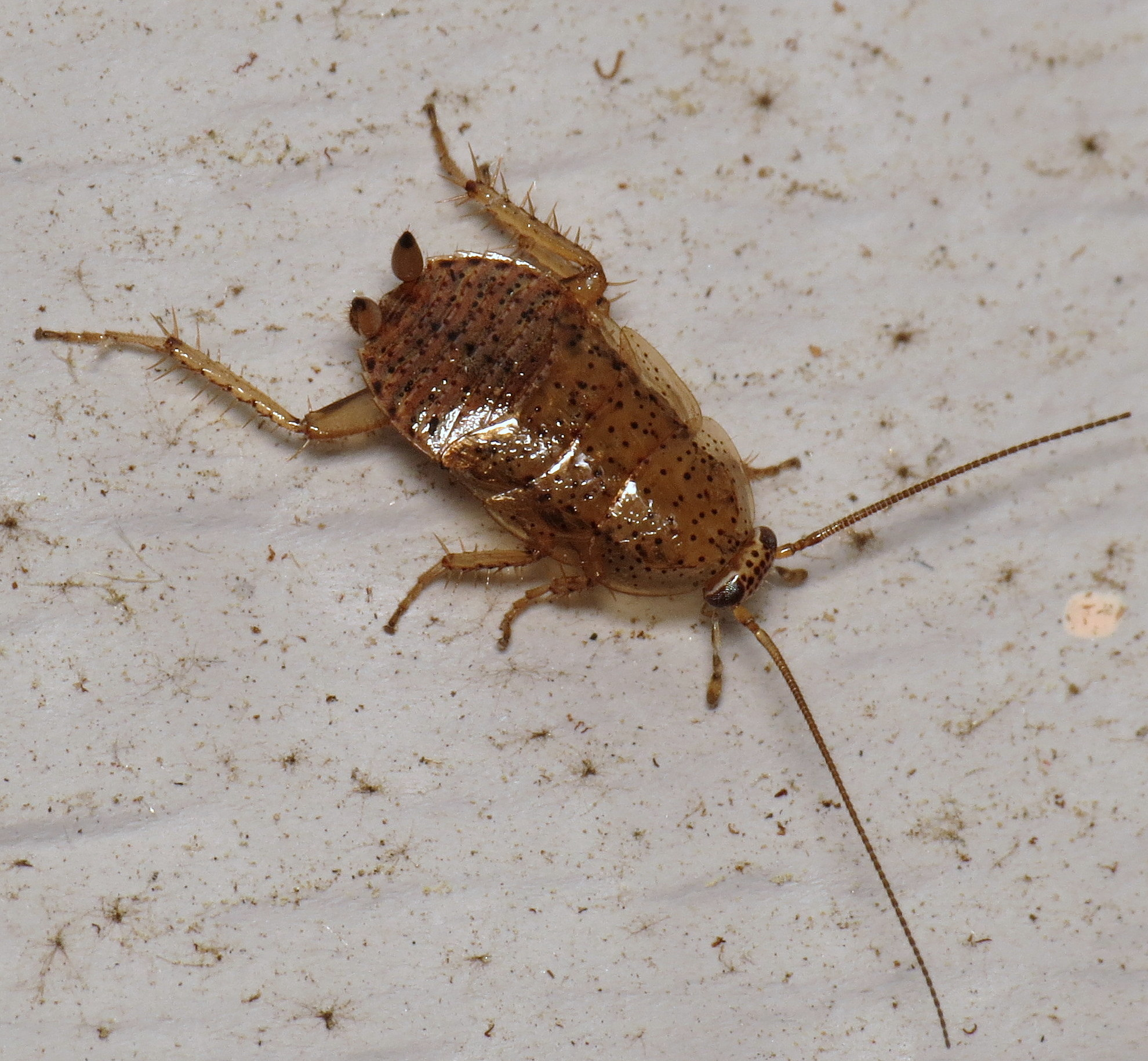
Nymphe der Blassen Waldschabe mit den charakteristischen Punkten
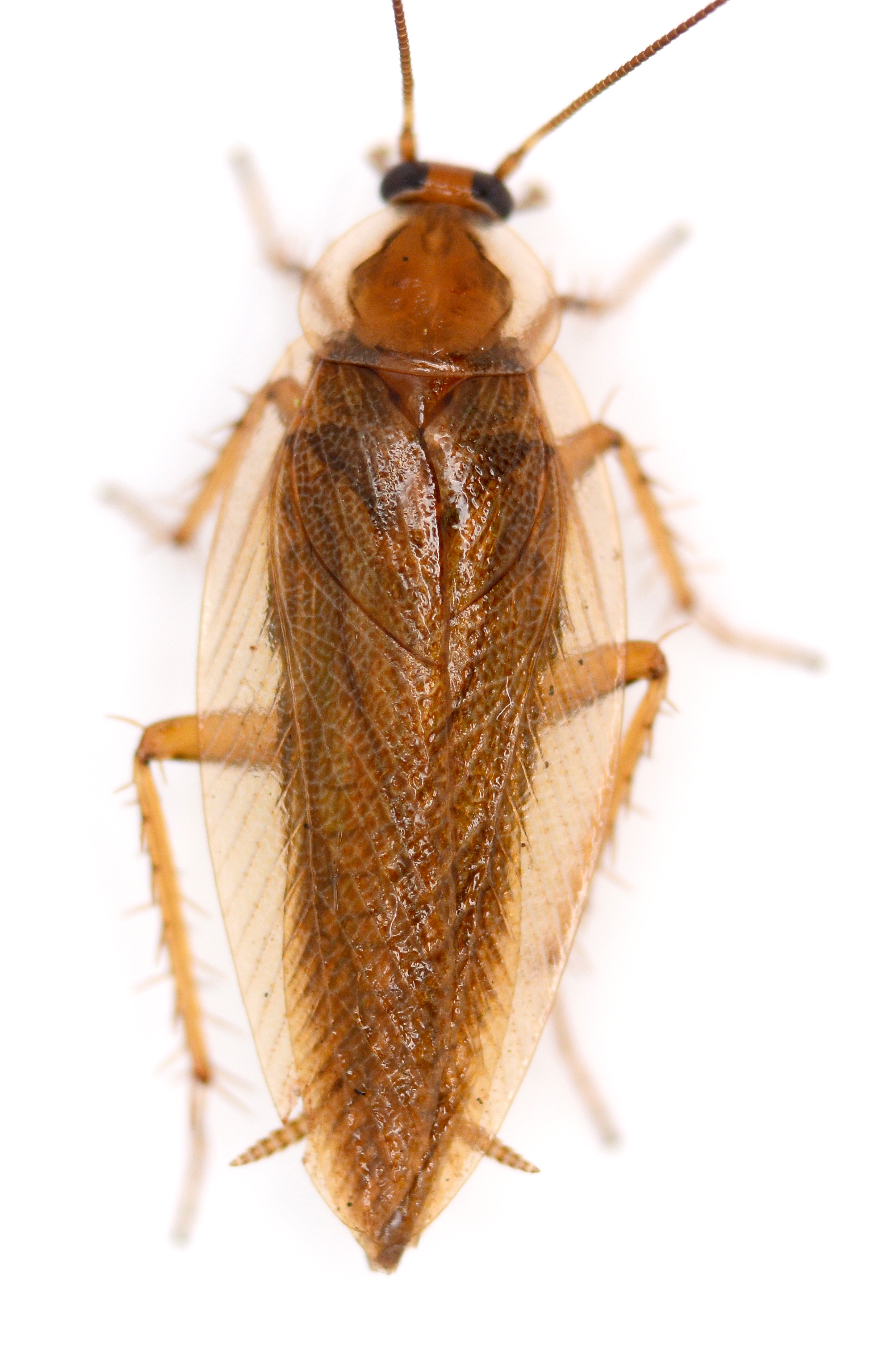
Die Bernstein-Waldschabe (Ectobius vittiventris) stammt ursprünglich aus Südeuropa und breitet sich zunehmend nach Norden aus. Sie fliegt häufig in Wohnungen, vermehrt sich dort jedoch nicht. Sie wird sehr häufig mit der Tanger-Waldschabe verwechselt. Im Bild zu sehen ist ein Männchen.
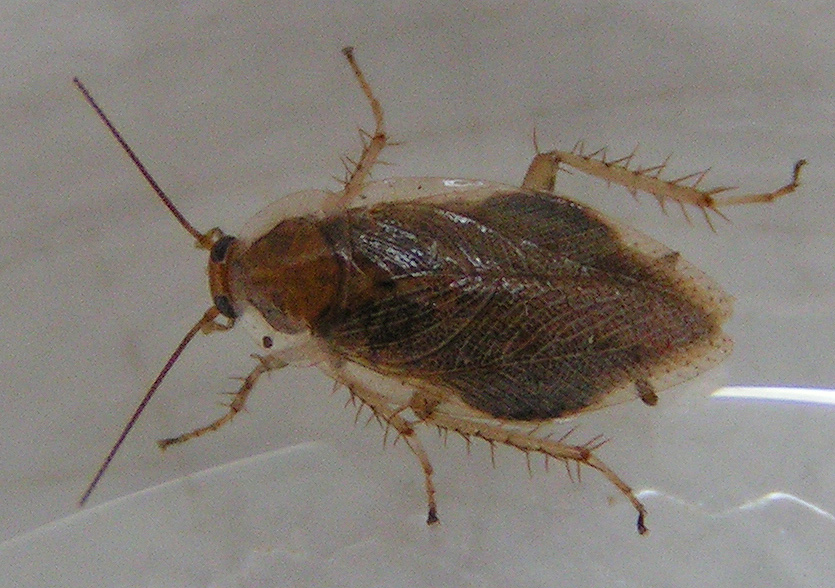
Ein Weibchen der Bernstein-Waldschabe
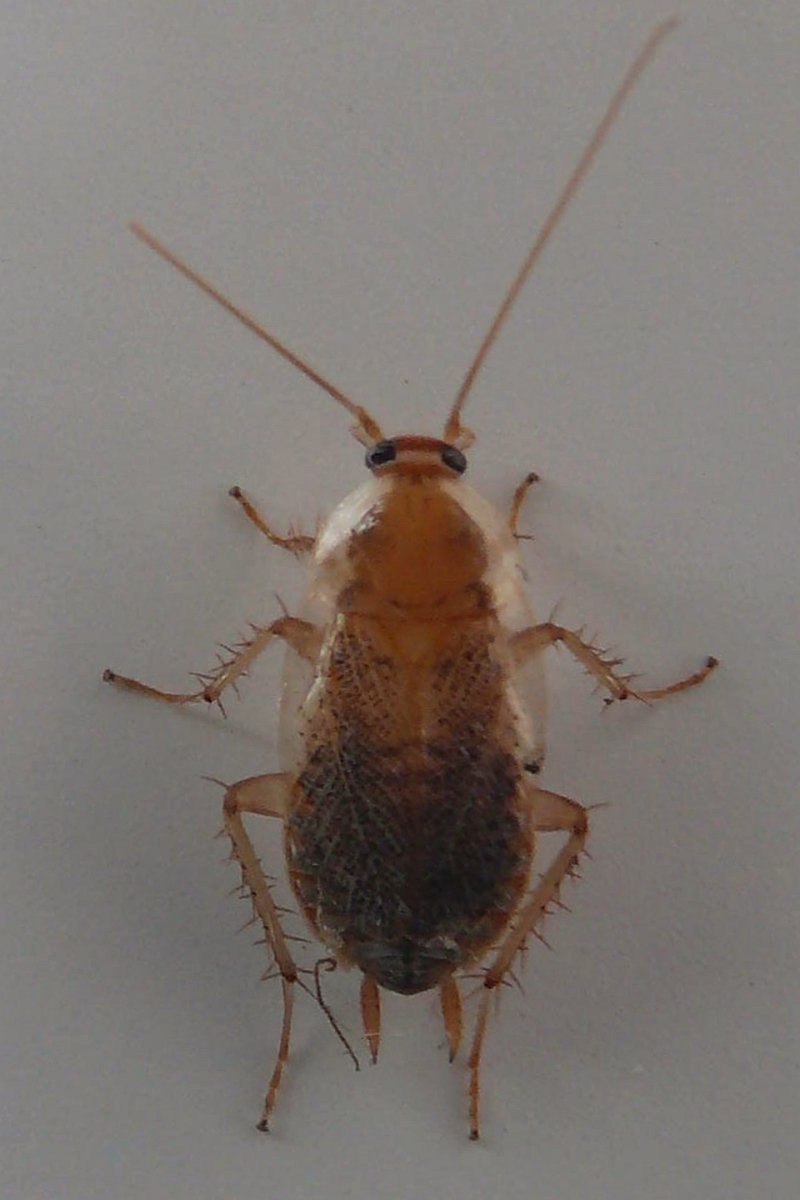
Die Tanger-Waldschabe (Planuncus tingitanus) stammt ursprünglich aus Nordafrika und konnte sich weit in Süd- und Mitteldeutschland etablieren. Im Bild zu sehen ist ein Weibchen.
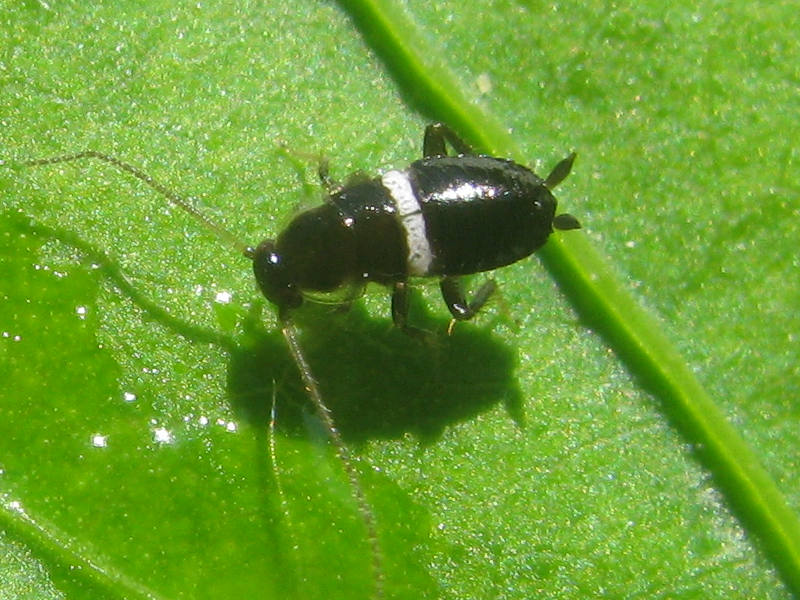
Eine Nymphe der Tanger-Waldschabe. Anhand der Nymphen lässt sich die Art am einfachsten von der ansonsten sehr ähnlichen Bernstein-Waldschabe unterscheiden, da bei dieser die Nymphen nicht schwarz gefärbt sind und auch kein helles Querband aufweisen.
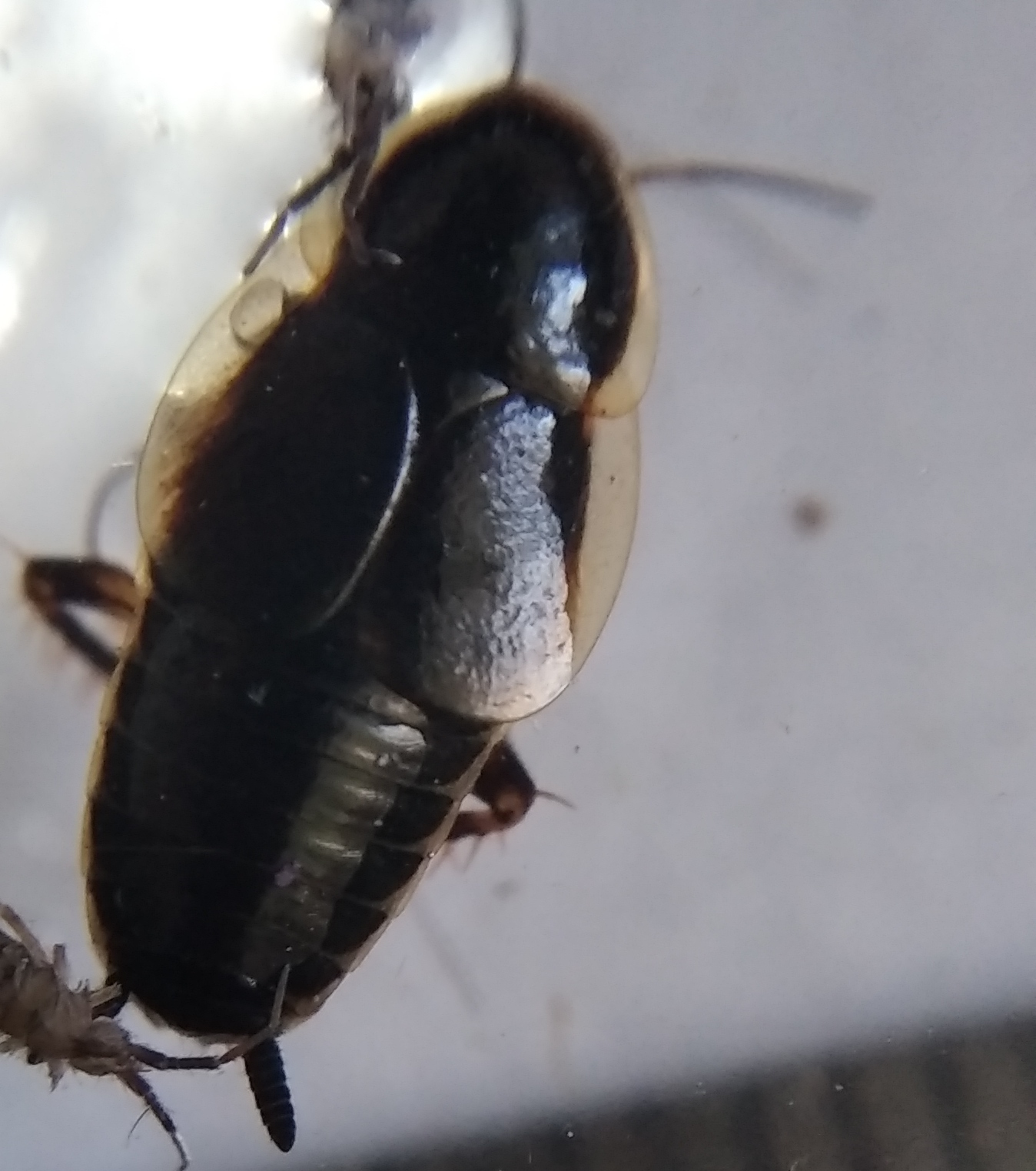
Die Gefleckte Kleinschabe (Phyllodromica maculata) ist eine eher östliche Art. Im Bild zu sehen ist ein Weibchen.

Synanthrope Arten

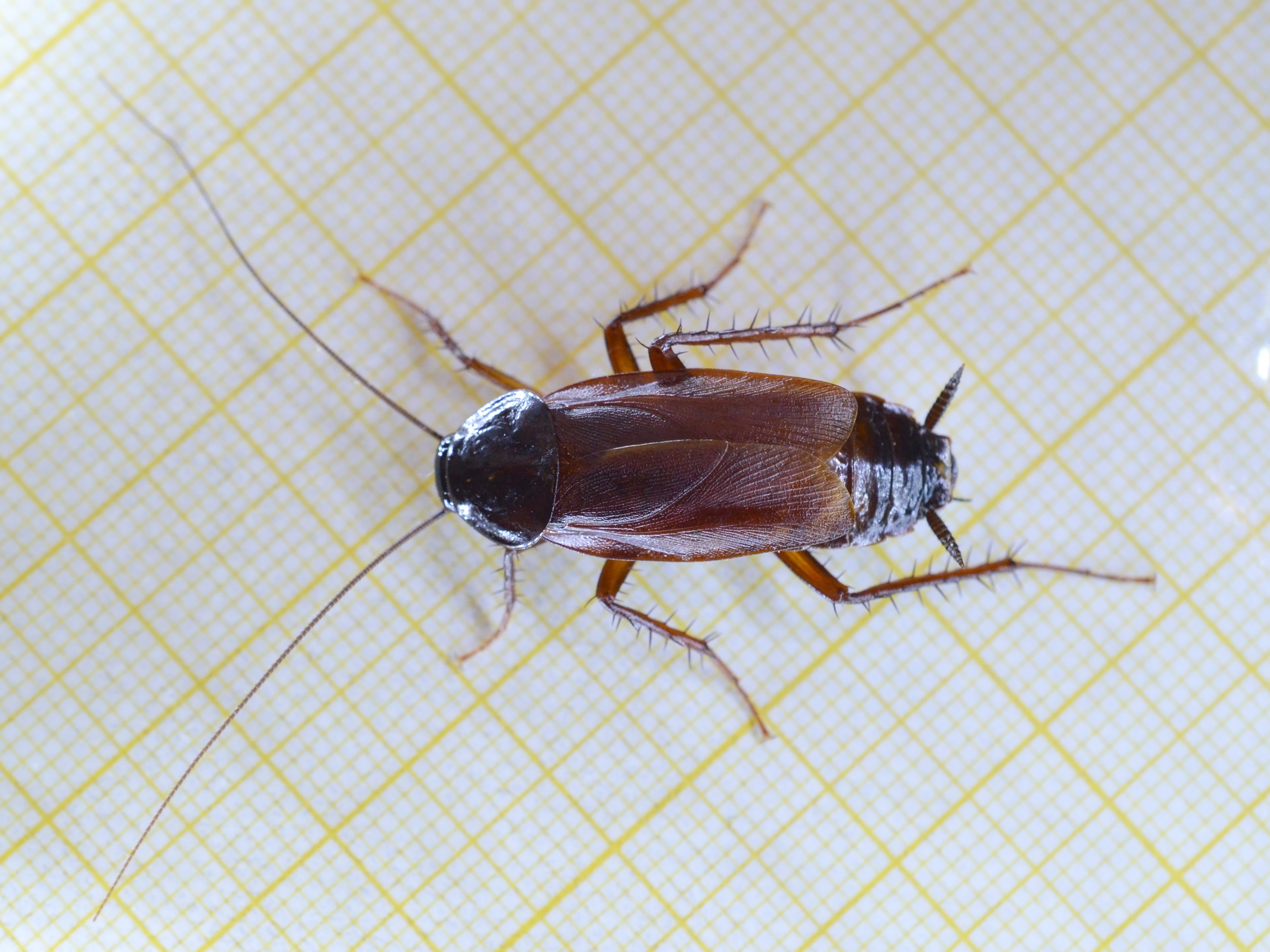
Die Gemeine Küchenschabe (Blatta orientalis) ist eine der verbreitetsten synanthropen Schaben Mitteleuropas. Ursprünglich stammt sie aus Nordafrika oder Südwestasien. Im Bild zu sehen ist ein Männchen.
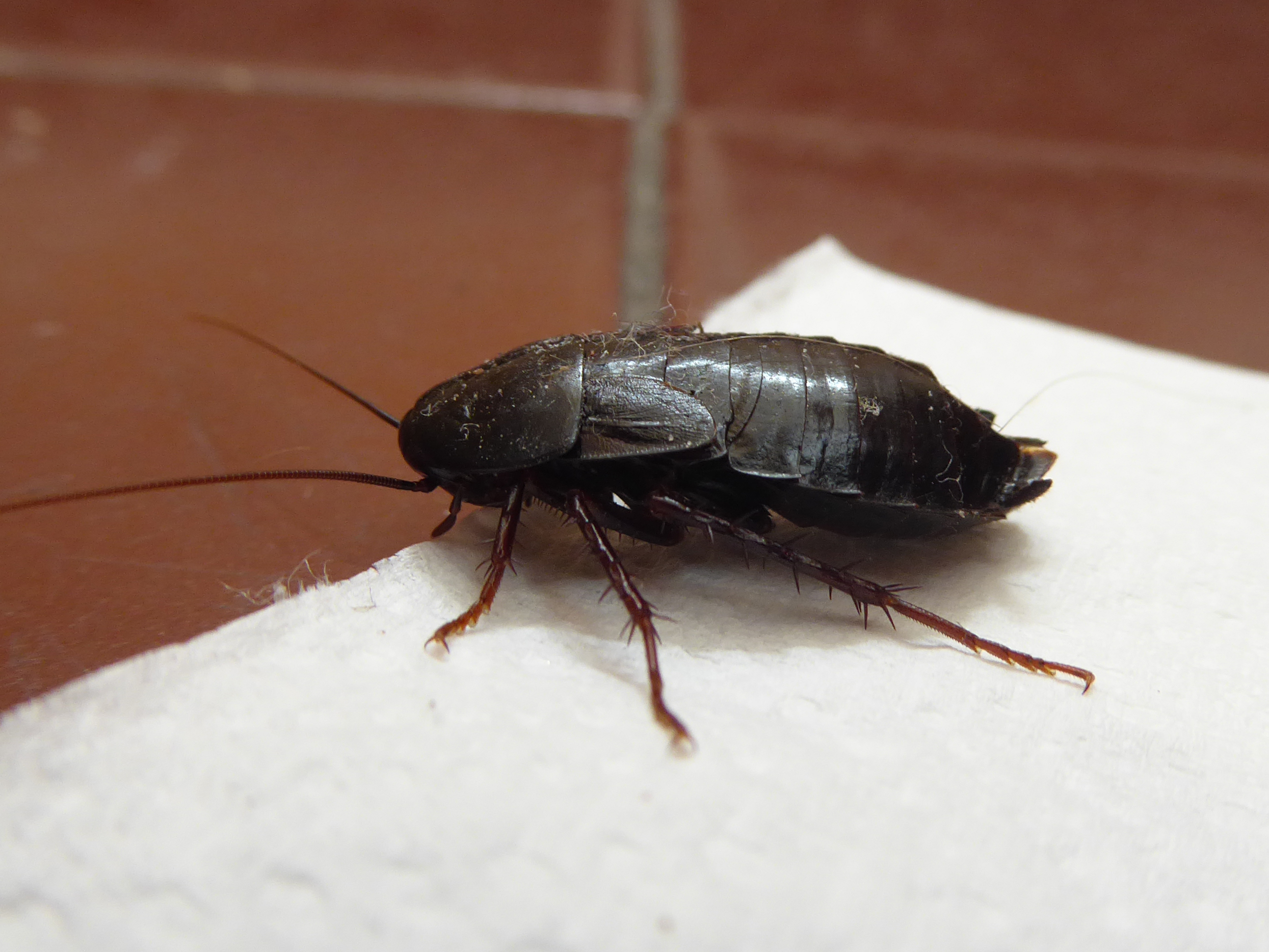
Ein Weibchen der Gemeinen Küchenschabe
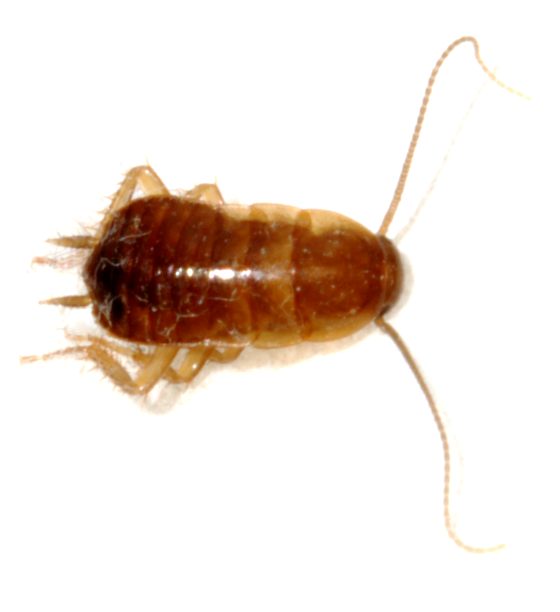
Eine Nymphe der Gemeinen Küchenschabe
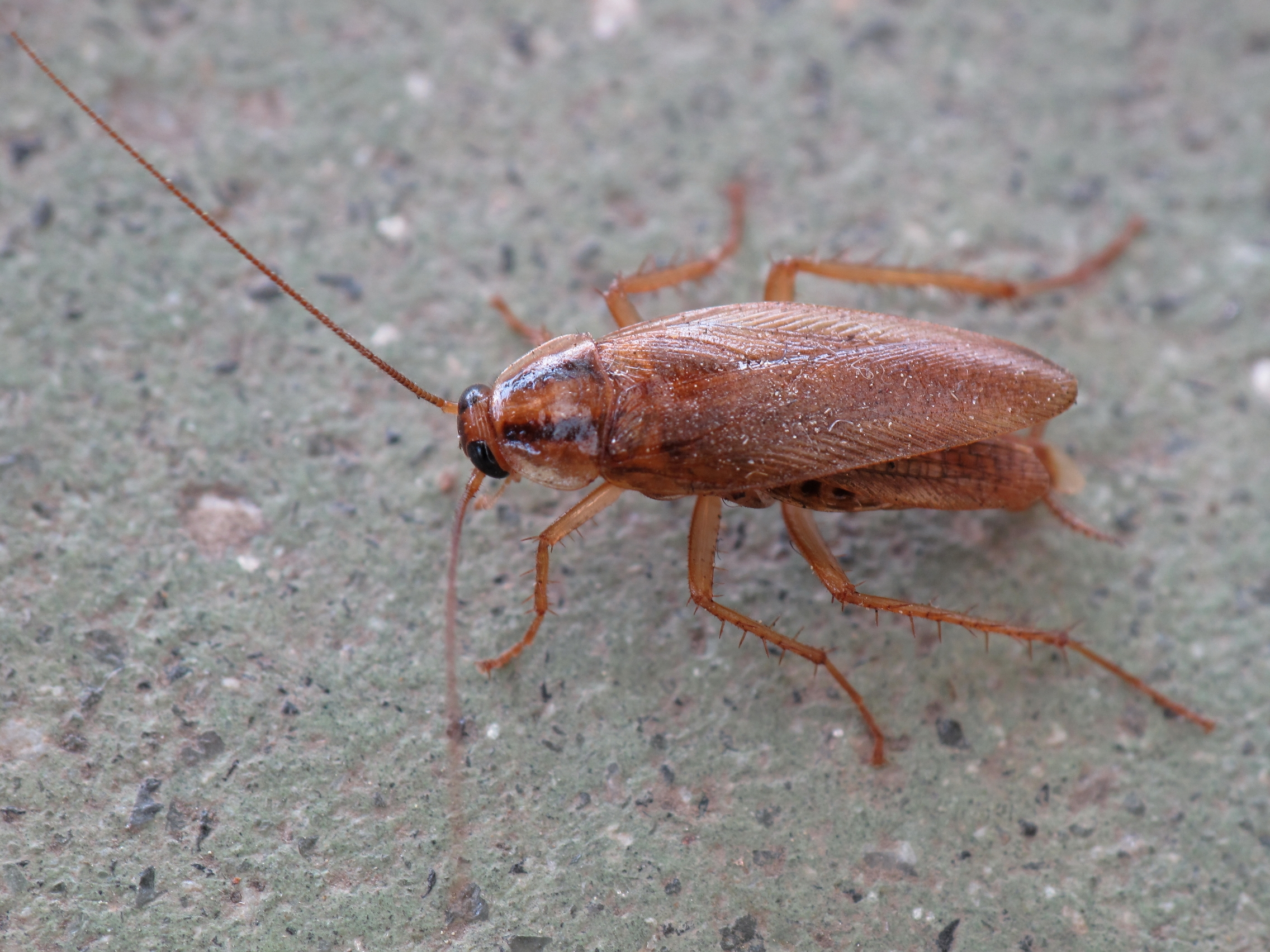
Die Deutsche Schabe (Blatella germanica) ist eine der häufigsten kulturfolgenden Schabenarten überhaupt. Ursprünglich stammt sie aus Afrika.
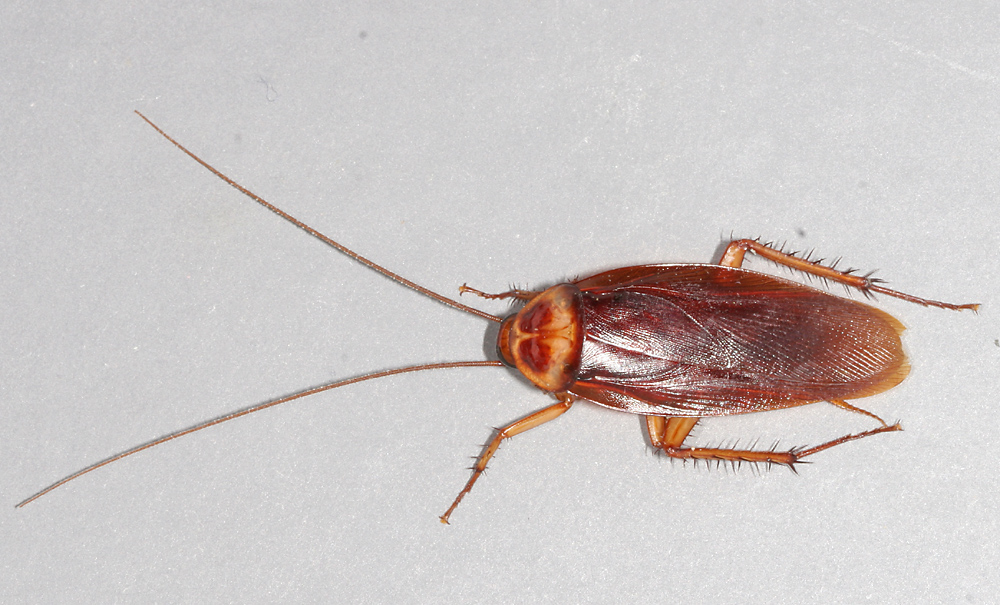
Die Amerikanische Großschabe (Periplaneta americana) stammt ursprünglich aus Südasien oder Afrika. Sie ist in Mitteleuropa nur vereinzelt zu finden.
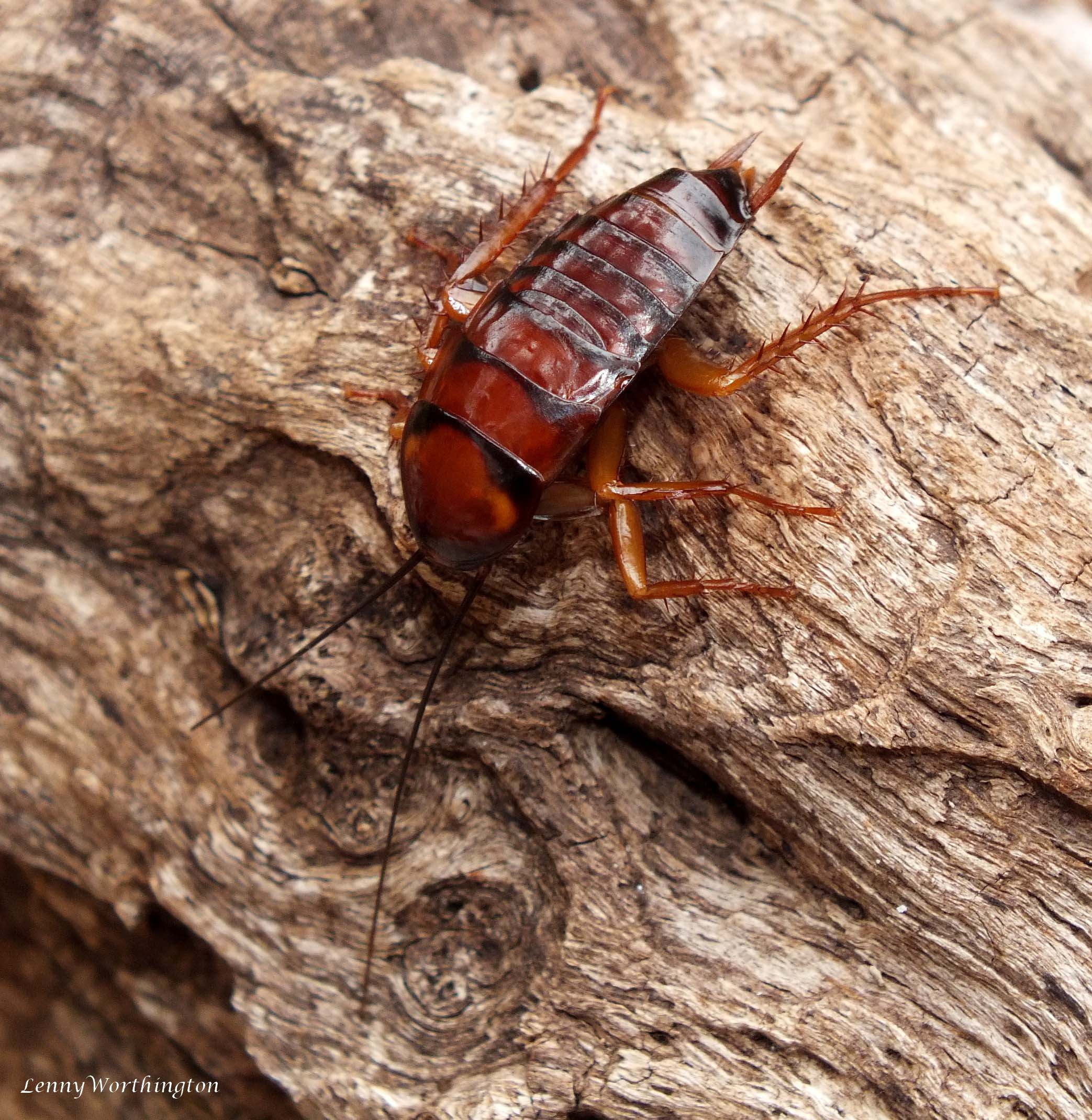
Nymphe der Amerikanischen Großschabe
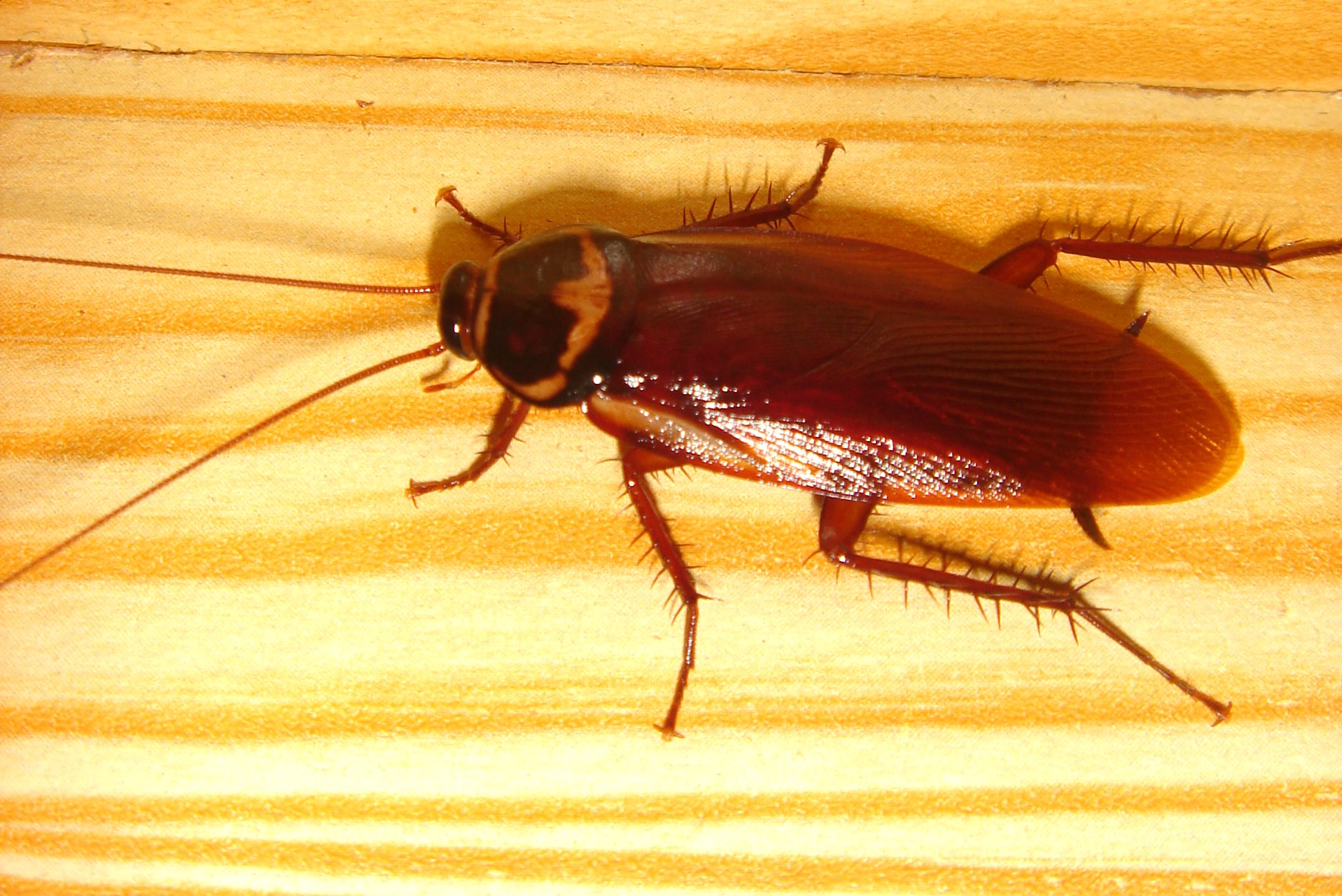
Die Australische Schabe (Periplaneta australasiae) stammt ursprünglich aus Afrika. Auch sie ist in Mitteleuropa nur vereinzelt zu finden.
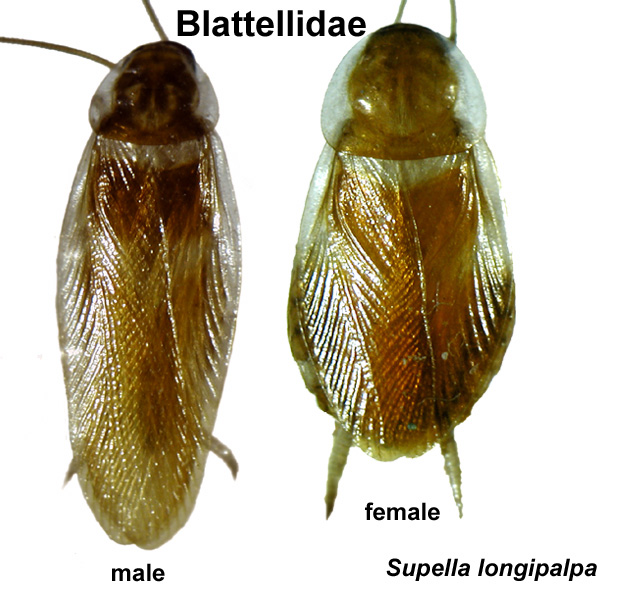
Die Braunbandschabe (Supella longipalpa) stammt aus Afrika und ist sehr wärmebedürftig. In Mitteleuropa kommt sie nur in warmen Gegenden vor und fehlt sonst.
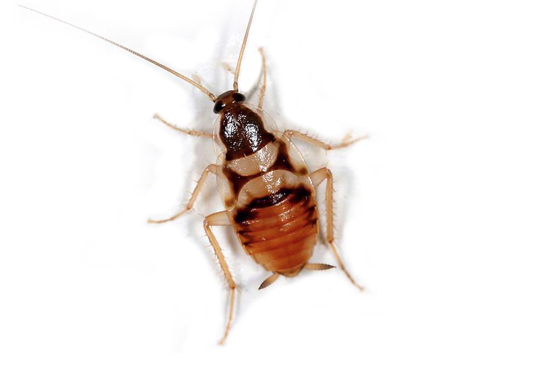
Nymphe der Braunbandschabe

Häufige Arten in Terrarienhaltung

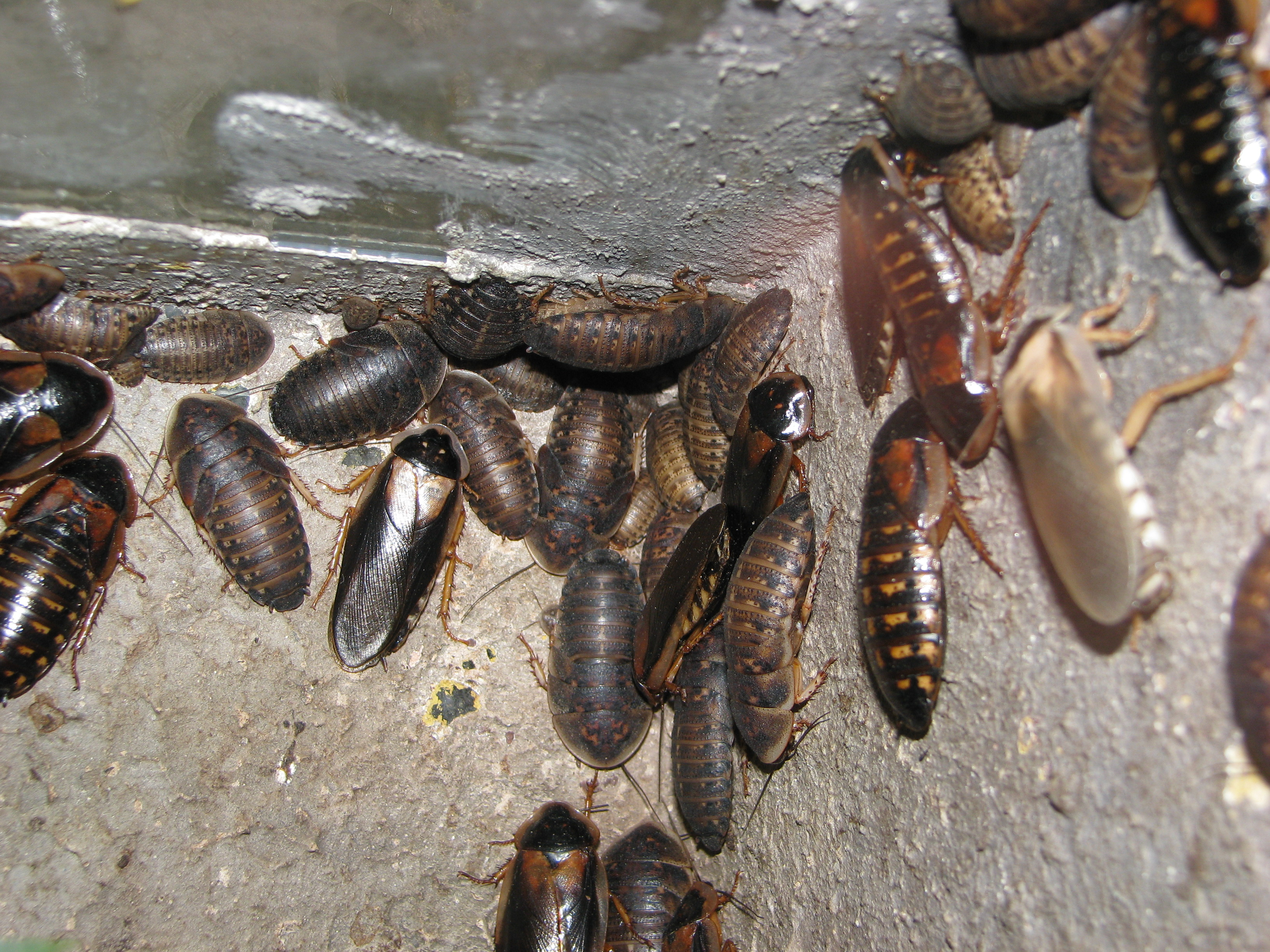
Die Argentinische Schabe (Blaptica dubia) ist eine der häufigsten Arten in Terrarienhaltung.
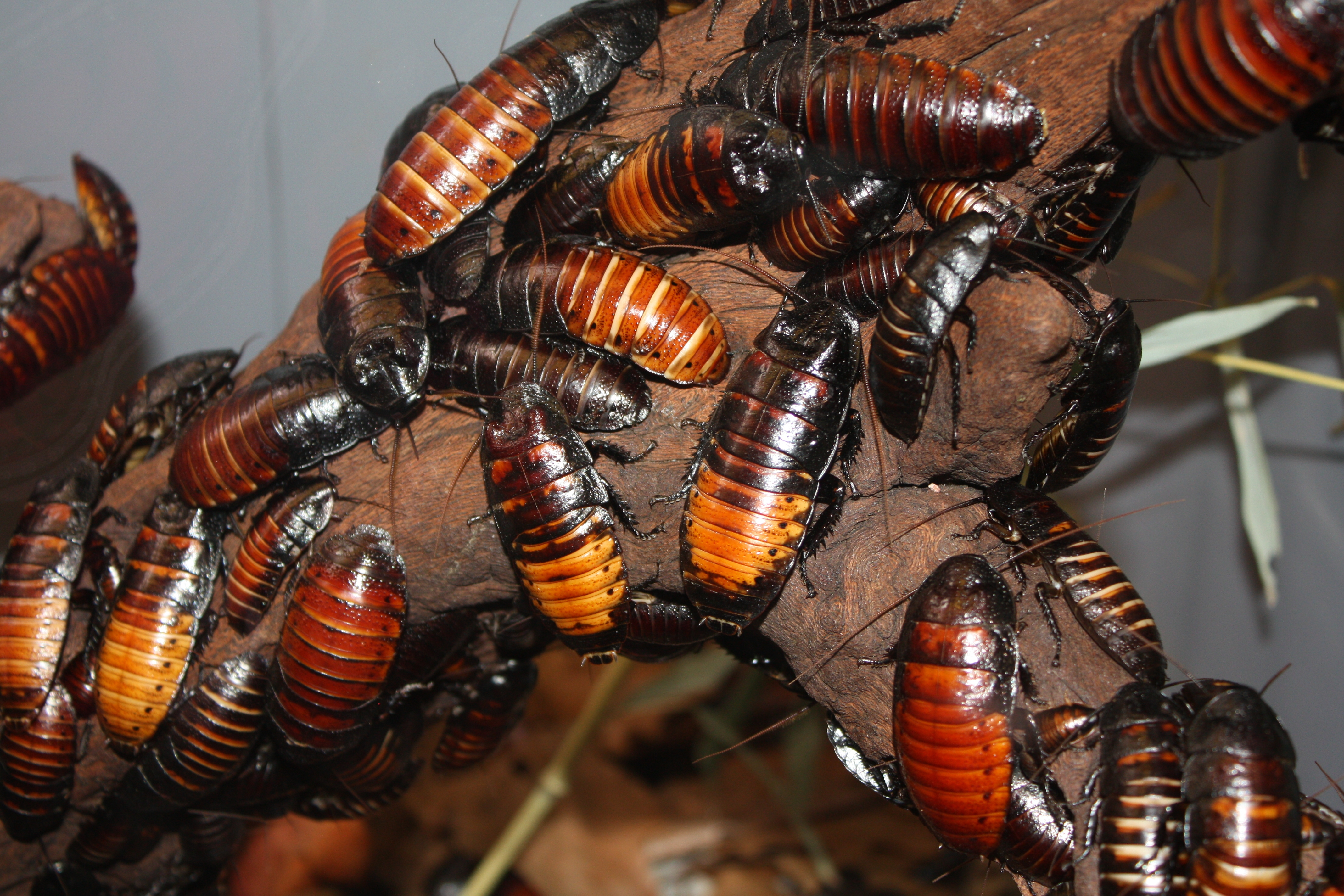
Auch die Madagaskar-Fauchschabe (Gromphadorhina portentosa) wird häufig gehalten, im Gegensatz zur Argentinischen Schabe jedoch seltener als Futtertier und meistens um ihrer selbst Willen.
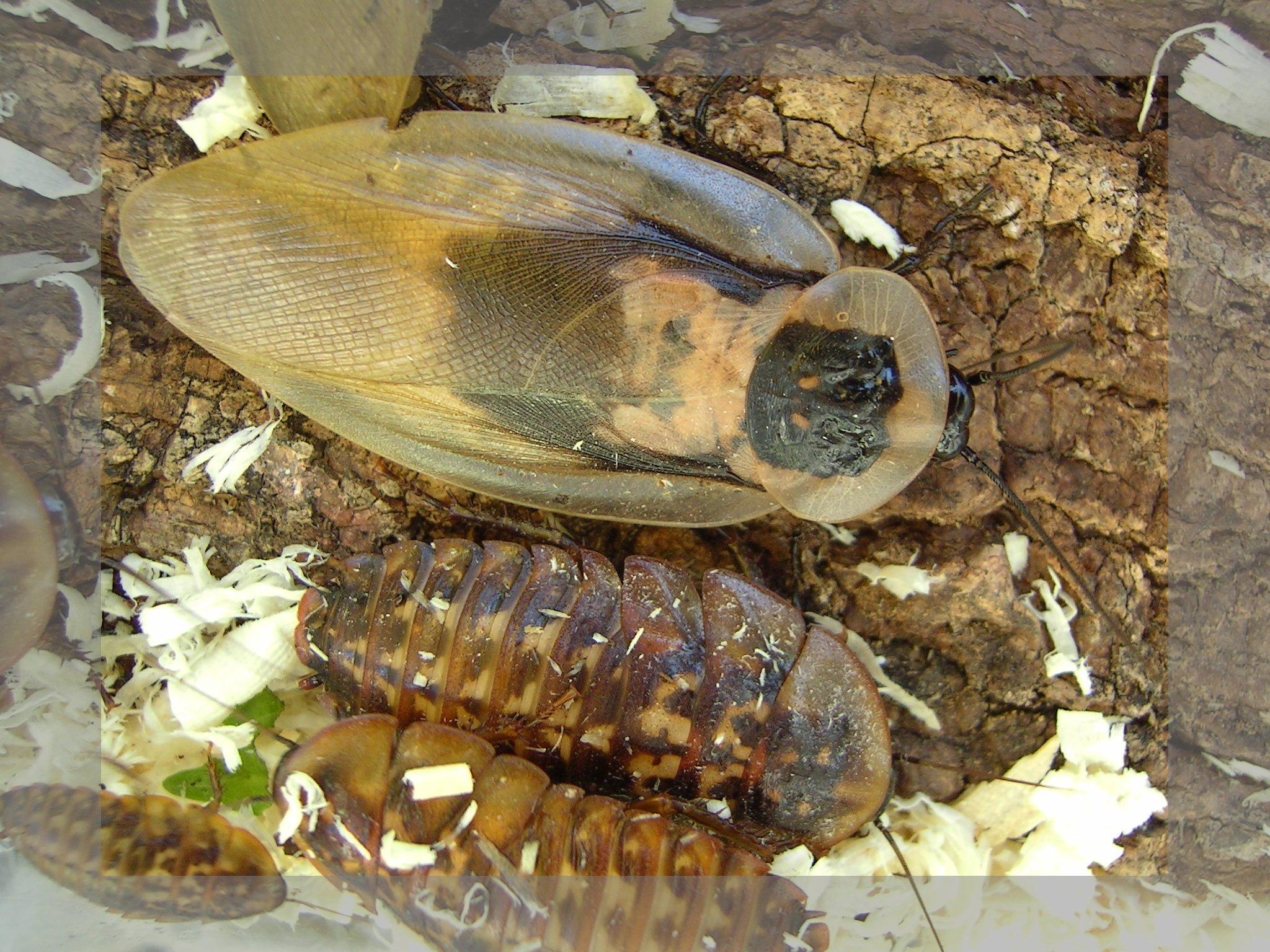
Ebenfalls sehr häufig wird die Totenkopfschabe (Blaberus cranifer) gehalten.
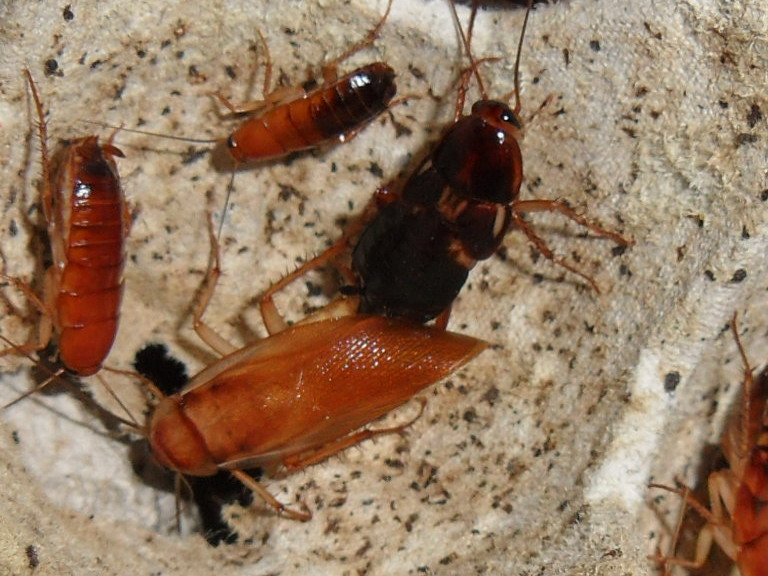
Die Schokoschabe (Shelfordella lateralis) ist die vierte der besonders häufig gehaltenen Arten.
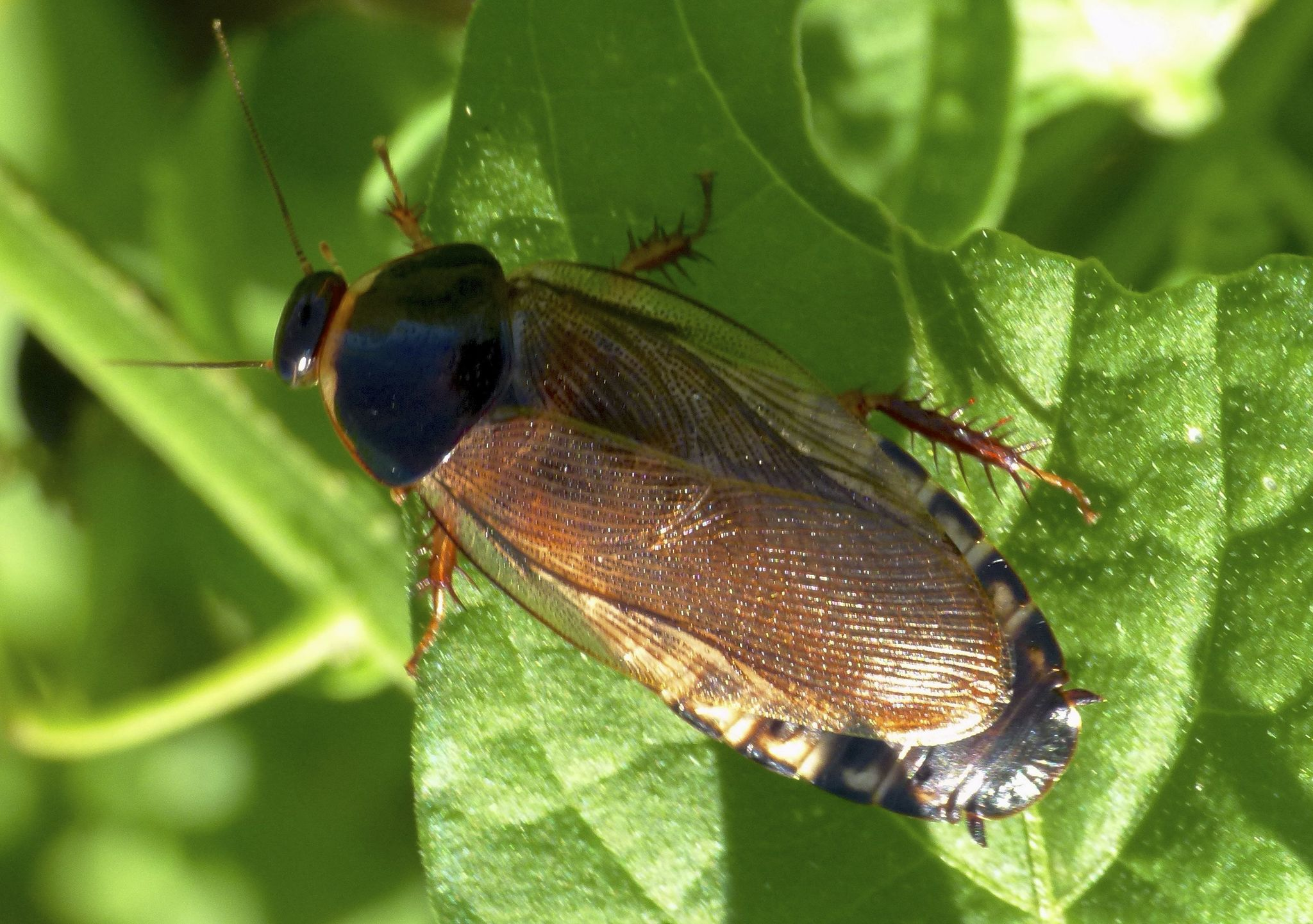
Surinam-Schabe (Pycnoscelus surinamensis)
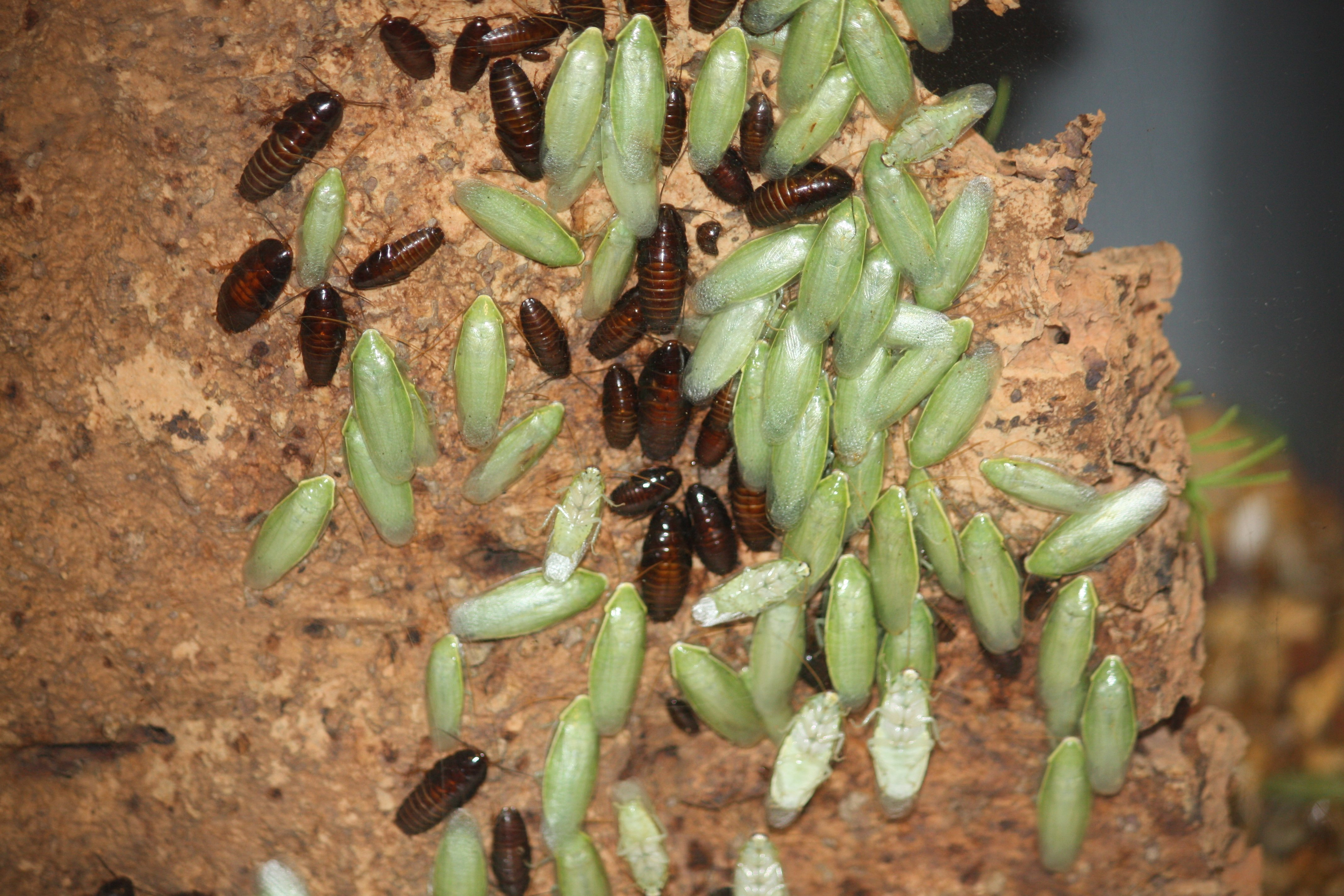
Grüne Bananenschabe (Panchlora nivea)
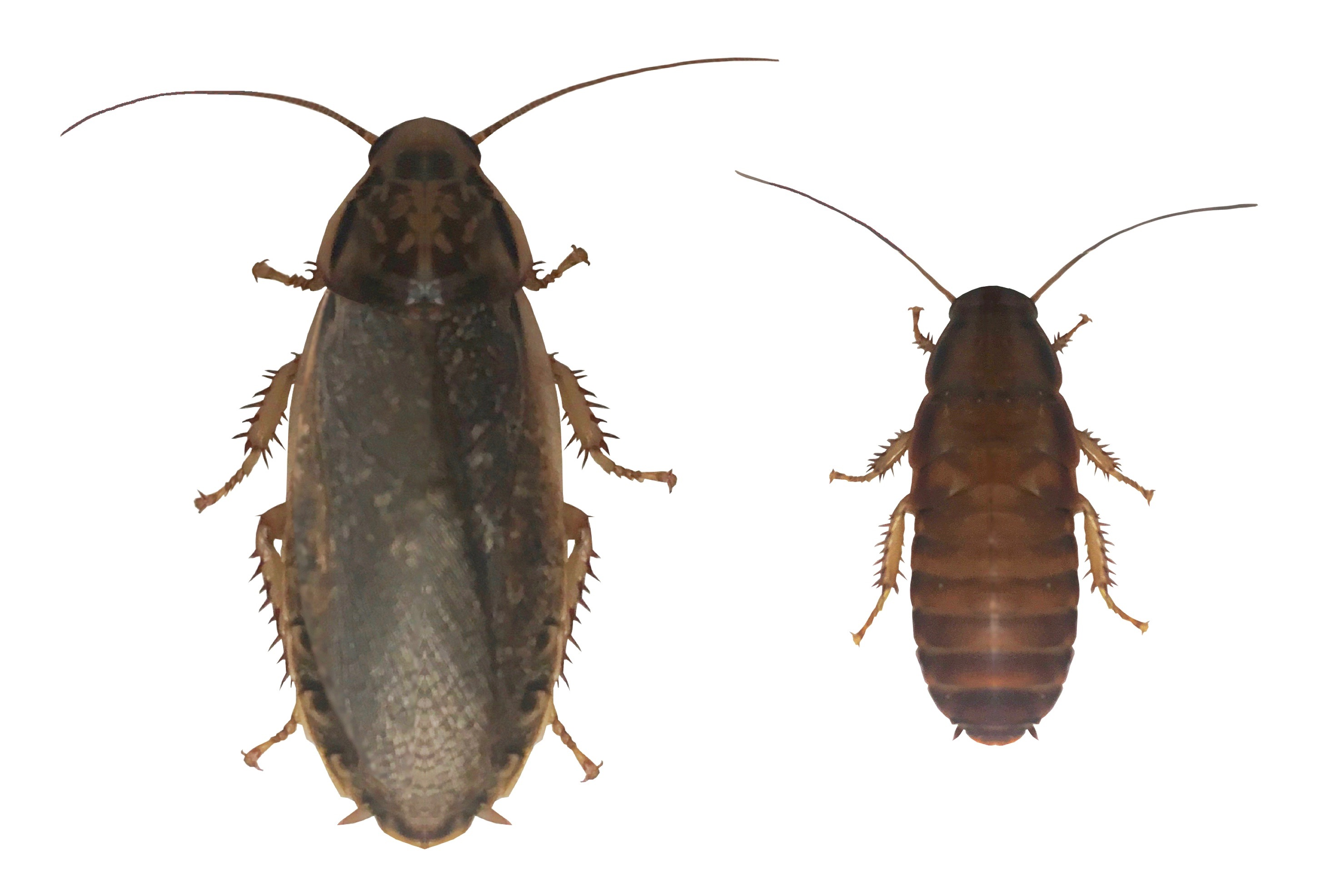
Grauschabe (Nauphoeta cinerea)
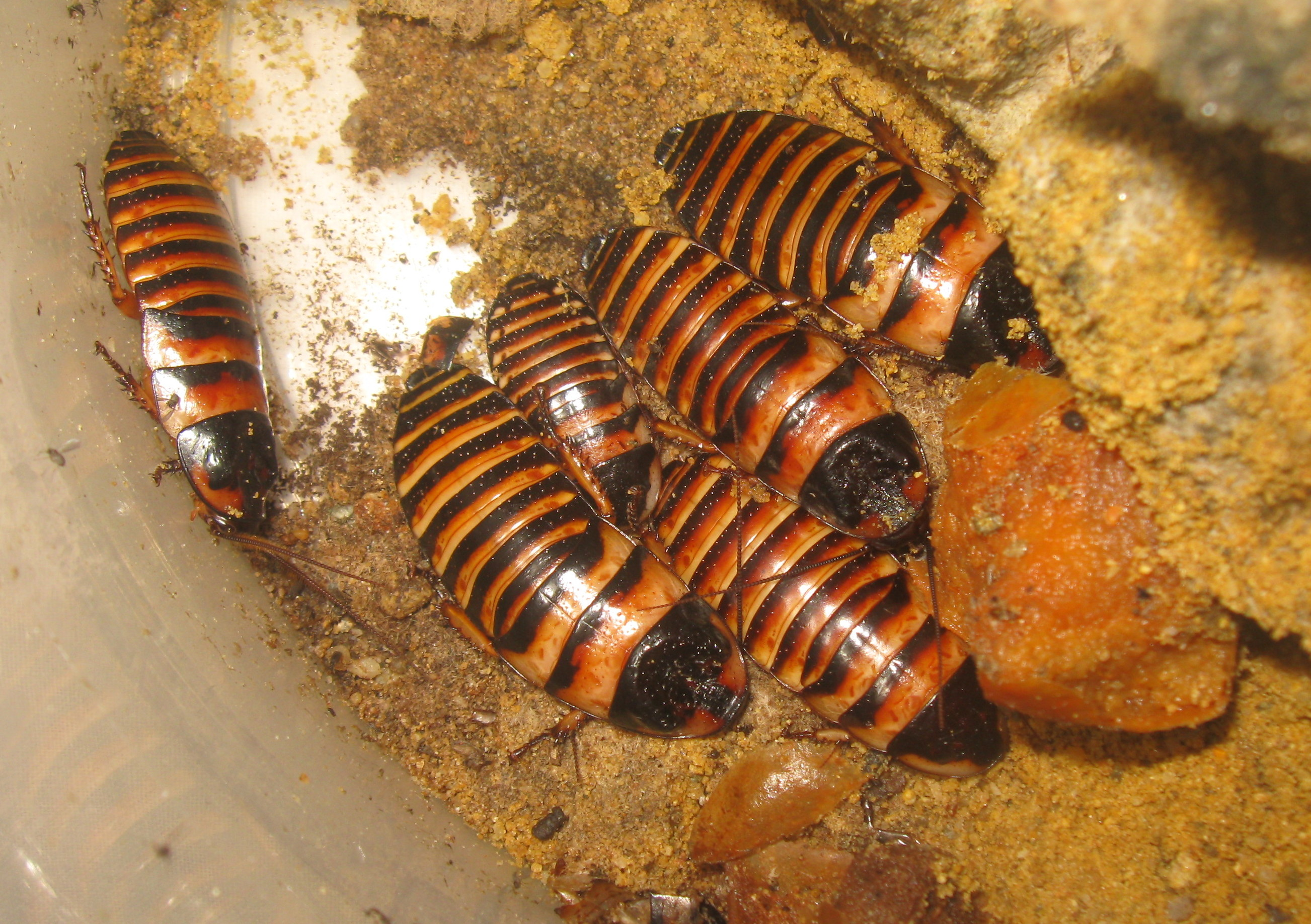
Halloween-Fauchschabe (Elliptorhina javanica)

## Fossile Belege

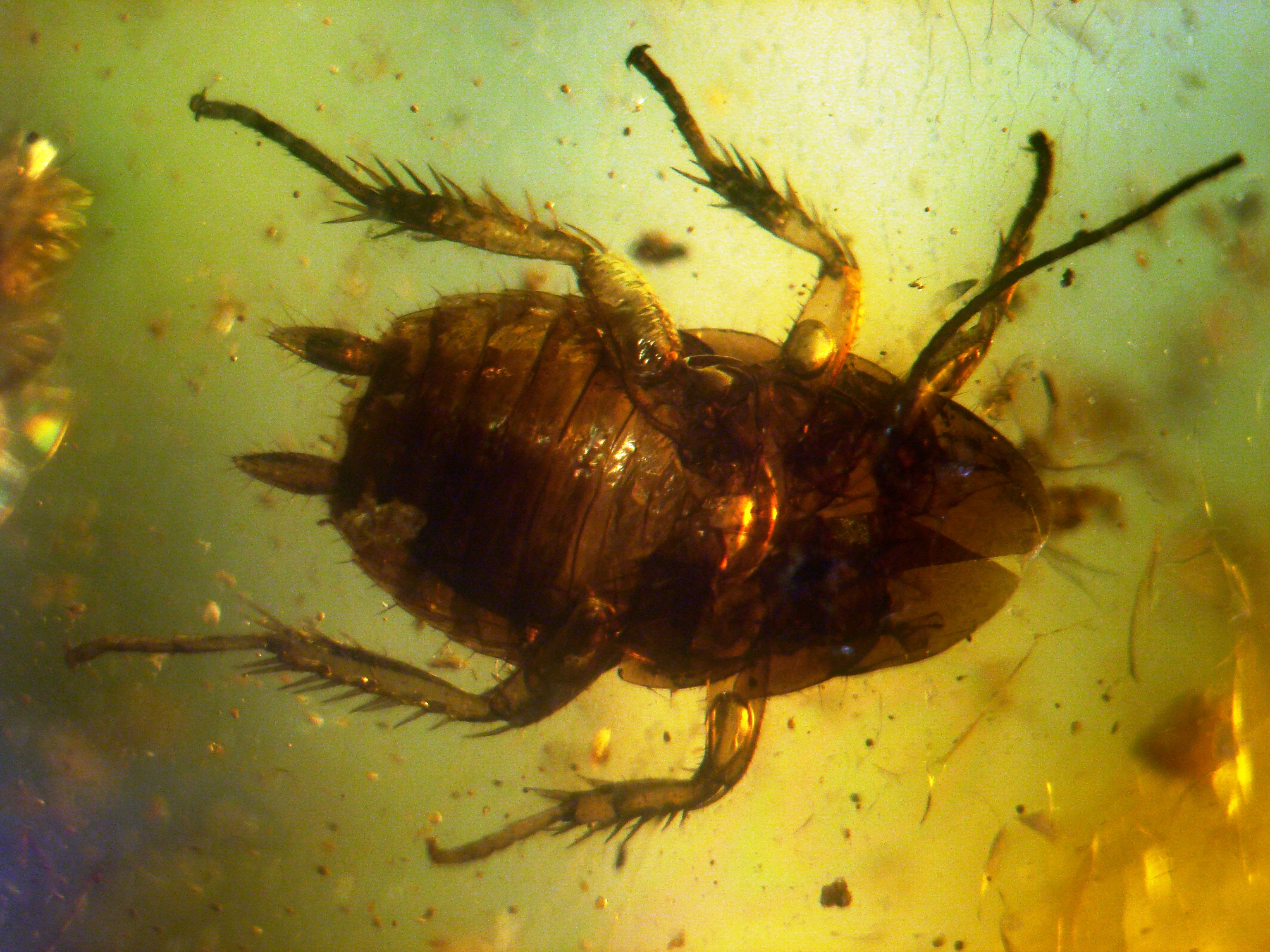
Exuvie einer Schabenart in Baltischem Bernstein (Bildbreite ca. 6,5 mm)

Die ältesten bekannten Fossilien dieser Insektenordnung stammen aus dem Karbon. Die Funde aus dem Oberen Karbon und dem Perm zeugen von einer großen Formenvielfalt, die auf eine Dominanz dieser Ordnung im ausgehenden Paläozoikum deutet. Obwohl manches Taxon umstritten ist, kann man von mehreren Hundert aus dieser Periode nachgewiesenen Arten ausgehen. Einige dieser Arten eignen sich als Leitfossilien. Die paläozoischen Formen hatten bereits einen Entwicklungsstand erreicht, der sich nicht wesentlich von dem der rezenten Vertreter dieser Ordnung unterscheidet. Neben den Funden in Sedimenten fast aller erdgeschichtlichen Perioden seit dem Karbon, sind fossile Belege aus verschiedenen kreidezeitlichen und tertiären Bernsteinlagerstätten bekannt. Im eozänen/oligozänen Baltischen Bernstein wurden etwa vierzig Arten aus acht Familien identifiziert. Da große adulte Tiere zumeist kräftig genug waren, sich aus dem Harz zu befreien, sind juvenile Exemplare im Bernstein überdurchschnittlich häufig vertreten.

## Namensherkunft
Der Name „Schaben“ wurde von den Schädlingsarten auf die übrige Ordnung übertragen. Für die Blattodea lässt er sich bis Ende des 18. Jahrhunderts zurückverfolgen. Vorher, und teilweise auch später noch, wurden unter Schaben alle möglichen Materialschädlinge zusammengefasst. In erster Linie war damit die, zu den Schmetterlingen gehörende, Raupe der Kleidermotte gemeint, erst später wurde der Name auch auf die Blattodea übertragen. Anlass der Namensgebung war wohl in allen Fällen die schabende Ernährungsweise und das dadurch hervorgerufene Schadbild.